# أستراليا في الألعاب البارالمبية الصيفية 2000
كانت أستراليا الدولة المضيفة لدورة الألعاب البارالمبية الصيفية لعام 2000 التي أقيمت في سيدني. تنافست أستراليا في الألعاب بين 18 و29 أكتوبر. تألف الفريق من 285 رياضيًا في 18 رياضة مع 148 مسؤولًا. كان أكبر وفد بارالمبي للبلاد على الإطلاق في الألعاب. شاركت أستراليا في كل دورة ألعاب بارالمبية صيفية منذ بدايتها. احتلت أستراليا صدارة جدول الميداليات برصيد 63 ميدالية ذهبية و39 فضية و47 برونزية بإجمالي 149 ميدالية للألعاب. كانت هذه هي المرة الأولى والمرة الوحيدة حتى الآن التي احتلت فيها أستراليا صدارة جدول الميداليات الأولمبية أو البارالمبية.
كانت ألعاب القوى، وركوب الدراجات، والفروسية، والسباحة، وتنس الكراسي المتحركة من أكثر الرياضات نجاحًا. وباعتبارها إحدى الفعاليات الرياضية، تطلبت رياضة الإبحار تطبيق أنظمة وخدمات التنبؤ في ميناء سيدني، بالإضافة إلى توظيف متخصصين لتصميم خطط المشروع وعملياته. وقد حدث ذلك لتلبية متطلبات كل من منظمي الحدث والمتسابقين والزوار.
كانت العروض الأسترالية البارزة هي:
- فازت سيوبان باتون بست ميداليات ذهبية في منافسات السباحة S14 وحققت ستة أرقام قياسية عالمية
- فاز تيموثي سوليفان بخمس ميداليات ذهبية وحقق خمسة أرقام قياسية عالمية في ألعاب القوى
- فاز نيل فولر، وهو عداء مبتور الساق، بأربع ميداليات ذهبية وميدالية برونزية واحدة وكان حامل العلم في حفل الختام
- فازت ليزا لورينز بثلاث ميداليات ذهبية وميدالية فضية واحدة في ألعاب القوى
- فاز جريج سميث بثلاث ميداليات ذهبية في منافسات ألعاب القوى على الكراسي المتحركة
- فازت ليزا ماكنتوش بثلاث ميداليات ذهبية في ألعاب القوى
- الرياضيون الذين فازوا بميداليتين ذهبيتين فرديتين هم: لويز سوفاج، راسل شورت، إيمي وينترز، جولي هيغينز، كينغسلي بوغارين، وجيما داشوود.[4]

في نهاية المطاف، كان لهذا الحدث تأثير تاريخي على الحركة البارالمبية الأسترالية وله تأثيرات حالية على التنمية الاجتماعية للأمة الأسترالية ومجتمع ذوي الاحتياجات الخاصة. مع ملاحظة تحديات الوصول والإعاقة التي واجهتها قبل وأثناء الألعاب، تمت مراجعة نتائج الهيئات التنظيمية المركزية المسؤولة عن وضع وتنفيذ الخطط المرتبطة بهذا. بعد الإعلان عن أن سيدني هي المدينة المضيفة لدورة الألعاب الأولمبية والبارالمبية لعام 2000 في 23 سبتمبر 1993، أنشأت حكومة نيو ساوث ويلز منظمات وهيئات مركزية لتوزيع عبء العمل والمسؤوليات وفي النهاية، تخصيص التمويل بناءً على ذلك.

## السياق
كانت هذه الألعاب هي الألعاب البارالمبية الصيفية الحادية عشرة لذوي الاحتياجات الخاصة منذ انطلاقها في عام 1960. أقيم حفل الافتتاح في 18 أكتوبر، وتبعه أحد عشر يوماً من المنافسات المكثفة. وباعتبارها الدولة المضيفة، نفذت سيدني عدداً من إجراءات الحفاظ على البيئة والتثقيف البيئي. وقد أدى التفاني في استخدام تقنيات توفير المياه خلال كل من الألعاب الأولمبية والبارالمبية إلى إشادة اللجنة البارالمبية الدولية. وأشاد الكثيرون بتنظيم الألعاب. ويُعزى هذا النجاح إلى التنسيق بين اللجنة المنظمة لأولمبياد سيدني البارالمبية واللجنة المنظمة للألعاب الأولمبية في سيدني.
كانت تميمة الألعاب «ليزي»، السحلية ذات الكشكشة، وهي حيوان أسترالي معروف. أما صوت «ليزي» فكان من نصيب أوليفيا نيوتن جون، المغنية والممثلة. وقد حظيت «ليزي» بتسويق جيد، واعتُبرت تمثيلاً أيقونياً ناجحاً لألعاب سيدني البارالمبية.
تصدّرت أستراليا قائمة الميداليات لأول مرة في تاريخ الألعاب، بمجموع 149 ميدالية. ومن أبرز أداءات الفريق الأسترالي شيوبان باتون (السباحة) بست ميداليات ذهبية، وتيم سوليفان (ألعاب القوى) بخمس ميداليات ذهبية، وماثيو جراي (الدراجات) بميداليتين ذهبيتين.

## الخلفية
استُخدمت عدة مواقع أسترالية لاستضافة دورة الألعاب البارالمبية في سيدني عام 2000. فيما يلي المواقع الرئيسية ووصف موجز للفعاليات في كل منها:
- مركز آن كلارك لكرة الشبكة، ليدكومب – الكرة الطائرة (الجلوس والوقوف)،
- مضمار دانك جراي للدراجات، باس هيل – ركوب الدراجات،
- مركز الفروسية، حديقة هورسلي – الفروسية،
- قاعات المعارض، دارلينج هاربور – الجودو، المبارزة بالكراسي المتحركة،
- مرسى الإبحار، خليج راشكاترز – الإبحار
- مركز الرماية، سيسيل بارك – الرماية
- حديقة سيدني الأوليمبية – الرماية، ألعاب القوى، كرة السلة (الكراسي المتحركة والمعوقين ذهنيًا)، البوتشيا، كرة القدم، كرة الهدف، رفع الأثقال، السباحة، تنس الطاولة، الرجبي على الكراسي المتحركة، تنس الكراسي المتحركة.

استقطبت هذه المواقع حشودًا غفيرة، وتحديدًا نحو 340 ألف طفل. وُزِّعت تذاكر يومية مجانية على المدارس للطلاب، مما ساهم في الترويج لمشروع التعليم المدرسي الرئيسي الذي أقيم بالتزامن مع الألعاب. وعقدت اللجنة المنظمة لأولمبياد سيدني واللجنة المنظمة لأولمبياد سيدني البارالمبي (SPOC) شراكة إدارية وتنظيمية لتنظيم ثلاثة أشهر من المهرجانات، بما في ذلك الألعاب الأولمبية والبارالمبية والمهرجان الثقافي. وقد خففت هذه الشراكة من حدة التحديات الانتقالية التي واجهتها دورة ألعاب أتلانتا عام 1996، بفضل التعاون المشترك بين اللجان في جميع الفعاليات.
وتمنى رئيس الوزراء في ذلك الوقت، السيد جون هوارد، للفريق حظًا سعيدًا وقال:
«كان رصيدهم من الميداليات الذهبية في أتلانتا هو الثاني بعد فريقنا في سيدني العام المقبل، وسيكون فريقنا في سيدني العام المقبل الأكبر والأقوى على الإطلاق.».
ذكر هوارد خلال خطابه أن الحكومة قدمت للرياضيين 5.5 مليون دولار أسترالي للتحضير للألعاب. أُقيم حفل تدشين الفريق البارالمبي الأسترالي خلال أسبوع البارالمبياد. وسبق انطلاق الألعاب عدد من الفعاليات الأخرى، منها إطلاق الزي الرسمي في متحف الفن المعاصر، وإطلاق نايكي، حيث قدّم الرياضيون الأولمبيون والبارالمبيون عروضًا جنبًا إلى جنب.

## الفريق

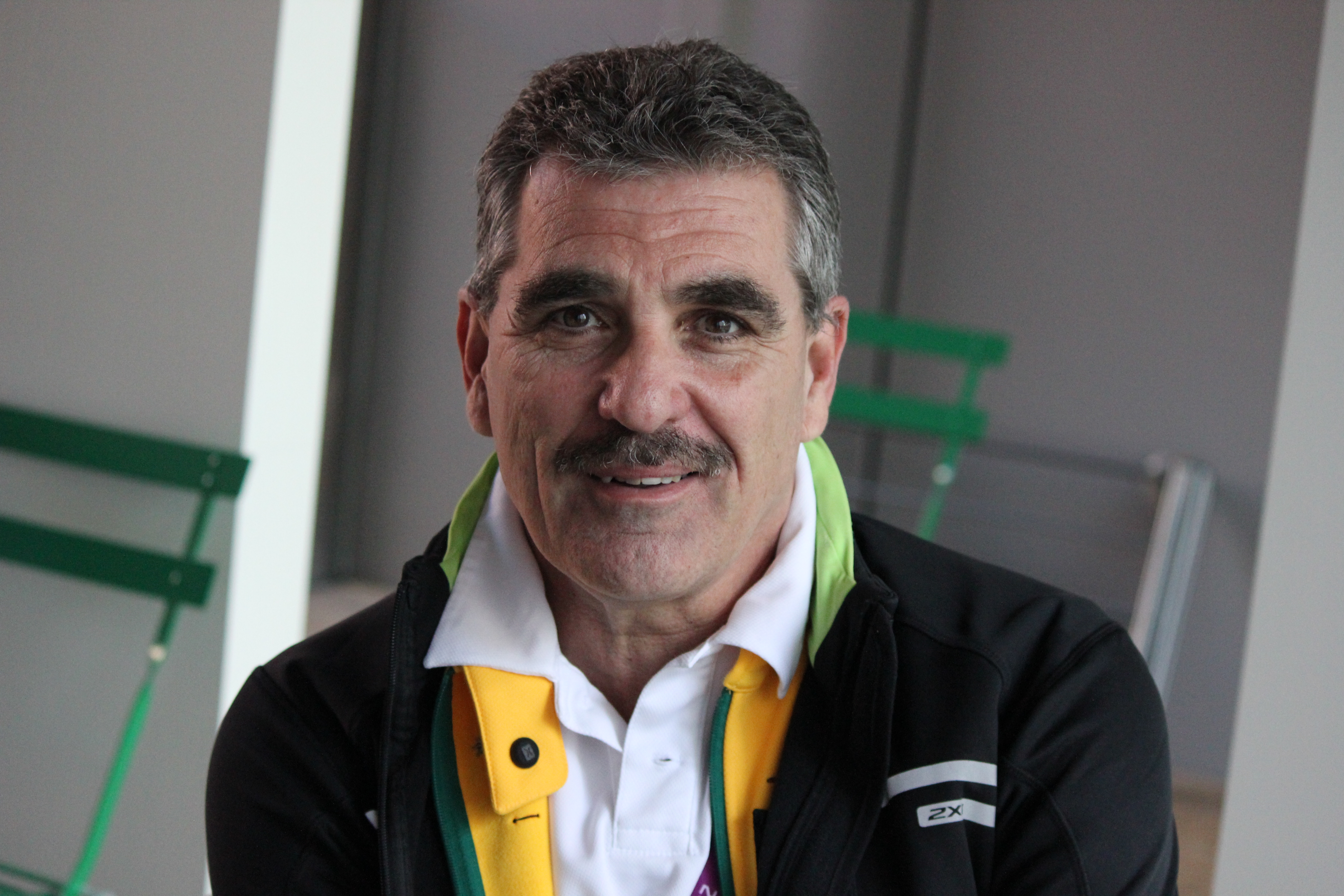
بول بيرد

كان هناك 285 رياضيًا يشاركون في 18 رياضة. وكان لدى الفريق الأسترالي أكبر عدد من الرياضيين ذوي الاحتياجات الخاصة الذهنية، بإجمالي 30. وكان بريندان بوركيت، السباح البارالمبي الأسترالي، حامل علم حفل الافتتاح وكان نيل فولر، الحائز على الميدالية الأولمبية الأسترالية في ألعاب القوى البارالمبية، حامل علم حفل الختام. أشعلت الرياضية الأسترالية لويز سوفاج مرجل الألعاب البارالمبية في حفل الافتتاح.
كان رئيس البعثة هو بول بيرد، الحائز على الميدالية البارالمبية في عامي 1980 و1984. وكان يدعمه أربعة مساعدين لرئيس البعثة؛ كيث جيلبرت، جريج كامبل، توني نار وروبين سميث.

## الحاصلون على ميداليات
| الميدالية | الاسم | الرياضة                        | الحدث                                             |
| --------- | --- | ------------------------------ | ------------------------------------------------- |
| ذهبية     | فابيان بلاتمان | ألعاب القوى                    | 400 متر رجال T51                                  |
| ذهبية     | جوان براشاو | ألعاب القوى                    | دفع الجلة سيدات F37                               |
| ذهبية     | ستيفن إيتون | ألعاب القوى                    | رمي القرص رجال F34                                |
| ذهبية     | ريبيكا فيلدمان | ألعاب القوى                    | 400 متر سيدات T34                                 |
| ذهبية     | أنتون فلافيل | ألعاب القوى                    | رمي الرمح رجال F20                                |
| ذهبية     | جوستين فرنسيس | ألعاب القوى                    | 400 متر رجال T46                                  |
| ذهبية     | نيل فاولر | ألعاب القوى                    | 200 متر رجال T44                                  |
| ذهبية     | نيل فاولر | ألعاب القوى                    | 400 متر رجال T44                                  |
| ذهبية     | جون ليندسي | ألعاب القوى                    | 100 متر رجال T53                                  |
| ذهبية     | ليزا لورينس | ألعاب القوى                    | الوثب الطويل سيدات F20                            |
| ذهبية     | ليزا لورينس | ألعاب القوى                    | الوثب العالي سيدات F20                            |
| ذهبية     | ليزا لورينس | ألعاب القوى                    | 200 متر سيدات T20                                 |
| ذهبية     | ليزا مكينتوش | ألعاب القوى                    | 100 متر سيدات T37                                 |
| ذهبية     | ليزا مكينتوش | ألعاب القوى                    | 400 متر سيدات T38                                 |
| ذهبية     | ليزا مكينتوش | ألعاب القوى                    | 200 متر سيدات T38                                 |
| ذهبية     | باول ميتشيل | ألعاب القوى                    | 1500 متر رجال T20                                 |
| ذهبية     | أليسون كوين | ألعاب القوى                    | 100 متر سيدات T38                                 |
| ذهبية     | لويس سوفاج | ألعاب القوى                    | 5000 متر سيدات T54                                |
| ذهبية     | لويس سوفاج | ألعاب القوى                    | 1500 متر سيدات T54                                |
| ذهبية     | راسيل شورت | ألعاب القوى                    | رمي القرص رجال F12                                |
| ذهبية     | راسيل شورت | ألعاب القوى                    | دفع الجلة رجال F12                                |
| ذهبية     | غريغ سميث | ألعاب القوى                    | 800 متر رجال T52                                  |
| ذهبية     | غريغ سميث | ألعاب القوى                    | 1500 متر رجال T52                                 |
| ذهبية     | غريغ سميث | ألعاب القوى                    | 5000 متر رجال T52                                 |
| ذهبية     | تيم سوليفان | ألعاب القوى                    | 100 متر رجال T38                                  |
| ذهبية     | تيم سوليفان | ألعاب القوى                    | 200 متر رجال T38                                  |
| ذهبية     | تيم سوليفان | ألعاب القوى                    | 400 متر رجال T38                                  |
| ذهبية     | جيف تراپيت | ألعاب القوى                    | 100 متر رجال T54                                  |
| ذهبية     | جودي ويليس-روبرتس | ألعاب القوى                    | دفع الجلة سيدات F12                               |
| ذهبية     | إيمي وينترز | ألعاب القوى                    | 100 متر سيدات T46                                 |
| ذهبية     | إيمي وينترز | ألعاب القوى                    | 200 متر سيدات T46                                 |
| ذهبية     | دارين ثروب، أدريان غروغان، كيريان أولت-كونيل، تيم سوليفان | ألعاب القوى                    | تتابع 4 × 100 متر رجال T38                        |
| ذهبية     | ستيفن ويلسون، نيل فاولر، تيم ماثيوز، جوستين فرنسيس | ألعاب القوى                    | تتابع 4 × 100 متر رجال T46                        |
| ذهبية     | دارين ثروب، أدريان غروغان، كيريان أولت-كونيل، تيم سوليفان | ألعاب القوى                    | تتابع 4 × 400 متر رجال T38                        |
| ذهبية     | ستيفن ويلسون، نيل فاولر، تيم ماثيوز، جوستين فرنسيس | ألعاب القوى                    | تتابع 4 × 400 متر رجال T46                        |
| ذهبية     | غريغ بال، ماثيو غراي، باول لاك | الدراجات                       | سباق الفريق الأولمبي المختلط LC1-LC3              |
| ذهبية     | بول كلوهيسي، دارين هاري | الدراجات                       | سباق السرعة زوجي رجال مفتوح                       |
| ذهبية     | ماثيو غراي | الدراجات                       | سباق الزمن 1 كم مختلط LC1                         |
| ذهبية     | سارنيا باركر، تانيا مودرا | الدراجات                       | المطاردة الفردية سيدات زوجي مفتوح                 |
| ذهبية     | سارنيا باركر، تانيا مودرا | الدراجات                       | سباق الزمن 1 كم سيدات زوجي مفتوح                  |
| ذهبية     | بيتر هوومان | الدراجات                       | سباق الطريق دراجة مختلطة CP الفئة 4               |
| ذهبية     | دانييل بولسون | الدراجات                       | سباق الطريق دراجة مختلطة LC2                      |
| ذهبية     | كريستوفر سكوت | الدراجات                       | سباق الزمن دراجة مختلطة CP الفئة 4                |
| ذهبية     | لين ليبور، لينيت نيكسون | الدراجات                       | سباق الطريق سيدات زوجي مفتوح                      |
| ذهبية     | مارك لو فلوهيك | الدراجات                       | سباق الزمن دراجة ثلاثية العجلات 5.4 كم CP الفئة 2 |
| ذهبية     | جولي هيغينز | الفروسية                       | بطولة الترويض المختلط الفئة III                   |
| ذهبية     | جولي هيغينز | الفروسية                       | عرض الترويض الحر المختلط الفئة III                |
| ذهبية     | نويل روبنز، جيمي دنروس، غرايم مارتن | الإبحار                        | سباق سونار ثلاثي الأشخاص                          |
| ذهبية     | بول بارنيت | السباحة                        | 100 متر صدر SB9                                   |
| ذهبية     | كينغسلي بوغارين | السباحة                        | 100 متر صدر SB12                                  |
| ذهبية     | كينغسلي بوغارين | السباحة                        | 200 متر فردي متنوع SM12                           |
| ذهبية     | جيف هاردي | السباحة                        | 400 متر حرة S12                                   |
| ذهبية     | شيفون باتون | السباحة                        | 50 متر ظهر S14                                    |
| ذهبية     | شيفون باتون | السباحة                        | 50 متر فراشة S14                                  |
| ذهبية     | شيفون باتون | السباحة                        | 50 متر حرة S14                                    |
| ذهبية     | شيفون باتون | السباحة                        | 100 متر حرة S14                                   |
| ذهبية     | شيفون باتون | السباحة                        | 200 متر حرة S14                                   |
| ذهبية     | شيفون باتون | السباحة                        | 200 متر متنوع فردي SM14                           |
| ذهبية     | جوديث غرين | السباحة                        | 100 متر صدر SB6                                   |
| ذهبية     | بريا كوبر | السباحة                        | 400 متر حرة S8                                    |
| ذهبية     | جيما داشوود | السباحة                        | 400 متر حرة S10                                   |
| ذهبية     | بريت ريد، بول كروس، باتريك دوناشي، ستيوارت بايك، | السباحة                        | تتابع 4 × 100 متر حرة رجال S14                    |
| ذهبية     | ديفيد هول | التنس على الكراسي المتحركة     | فردي رجال                                         |
| فضية      | جوستين فرنسيس | ألعاب القوى                    | 200 متر رجال T46                                  |
| فضية      | كورت فيرنلي | ألعاب القوى                    | 800 متر رجال T54                                  |
| فضية      | فابيان بلاتمان | ألعاب القوى                    | 1500 متر رجال T51                                 |
| فضية      | بروس والرودت | ألعاب القوى                    | رمي الجلة رجال F54                                |
| فضية      | لي كوكس | ألعاب القوى                    | خماسي رجال P13                                    |
| فضية      | ليزا لورينز | ألعاب القوى                    | 100 متر سيدات T20                                 |
| فضية      | ريبيكا فيلدمان | ألعاب القوى                    | 100 متر سيدات T34                                 |
| فضية      | كاترينا ويب | ألعاب القوى                    | 100 متر سيدات T38                                 |
| فضية      | شارون راكهام | ألعاب القوى                    | 200 متر سيدات T20                                 |
| فضية      | أليسون كوين | ألعاب القوى                    | 200 متر سيدات T38                                 |
| فضية      | كاترينا ويب | ألعاب القوى                    | 400 متر سيدات T38                                 |
| فضية      | لويس سوفاج | ألعاب القوى                    | 800 متر سيدات T54                                 |
| فضية      | نورما كوبليك | ألعاب القوى                    | رمي الرمح سيدات F20                               |
| فضية      | ليندا هولت | ألعاب القوى                    | رمي الجلة سيدات F55                               |
| فضية      | جون ليندساي، بول نوناري، كورت فيرنلي، جيف ترابت | ألعاب القوى                    | تتابع 4 × 100 متر رجال T54                        |
| فضية      | بول أونيل | الدراجات                       | سباق الطرق المختلط LC1                            |
| فضية      | لين ليبوري، لينيت نيكسون | الدراجات                       | سباق التتابع 1 كم سيدات تانديم مفتوح              |
| فضية      | باول لاك | الدراجات                       | مطاردة فردية مختلطة LC2                           |
| فضية      | ريتشارد نيكلسون | رفع الأثقال                    | رجال 60 كغ                                        |
| فضية      | بيتر تايت | الرماية                        | مسدس رياضي مختلط SH1                              |
| فضية      | أليكس هاريس | السباحة                        | رجال 100 متر حرة S7                               |
| فضية      | كاميرون دي بورغ | السباحة                        | رجال 100 متر حرة S9                               |
| فضية      | بن أوستن | السباحة                        | رجال 200 متر رباعي فردي SM8                       |
| فضية      | ستيوارت بايك | السباحة                        | رجال 200 متر رباعي فردي SM14                      |
| فضية      | كينغسلي بوغارين | السباحة                        | رجال 400 متر حرة S12                              |
| فضية      | تمارا نوفيتسكي | السباحة                        | سيدات 100 متر صدر SB7                             |
| فضية      | ميليسا كارلتون | السباحة                        | سيدات 100 متر حرة S9                              |
| فضية      | ميليسا كارلتون | السباحة                        | سيدات 400 متر حرة S9                              |
| فضية      | ترايسي كروس | السباحة                        | سيدات 400 متر حرة S11                             |
| فضية      | ترايسي كروس | السباحة                        | سيدات 100 متر حرة S11                             |
| فضية      | أليشيا آبرلي | السباحة                        | سيدات 100 متر حرة S14                             |
| فضية      | أليشيا آبرلي | السباحة                        | سيدات 200 متر رباعي فردي SM14                     |
| فضية      | جيما داشود | السباحة                        | سيدات 200 متر رباعي فردي SM10                     |
| فضية      | إليزابيث رايت | السباحة                        | سيدات 400 متر حرة S6                              |
| فضية      | سكوت بروكنشاير، براندان بيركت، كاميرون دي بورغ، شين والش، أليكس هاريس، جوستين إيفيسون | السباحة                        | تتابع حر 4 × 100 متر رجال 34 نقطة                 |
| فضية      | أستراليا المنتخب الوطني لكرة السلة على الكراسي المتحركة للسيدات - جوليان آدامز - جين ويب - باولا كوغلان - ليزا أونيون - أماندا كارتر - دونا ريتشي - شارون سلان - لايسل تيسش - ناديا روميو - كارين فاريل - ميليسا دن - أليسون موسلي | كرة السلة على الكراسي المتحركة | بطولة السيدات                                     |
| فضية      | أستراليا المنتخب الوطني للرجبي على الكراسي المتحركة - برايس ألمان - باتريك رايان - غاري كروكر - ستيف بورتر - توم كينيدي - براد دوبيرلي - كليفورد كلارك - بريت بويلان - بيتر هاردينغ - كريغ بارسونز - ناظم إردم - جورج هوكس         | الرجبي على الكراسي المتحركة    | البطولة المختلطة                                  |
| فضية      | دانييلا دي تورو | تنس الكراسي المتحركة           | زوجي سيدات                                        |
| فضية      | ديفيد هول، ديفيد جونسون | تنس الكراسي المتحركة           | زوجي رجال                                         |
| برونزية   | أندرو نيويل | ألعاب القوى                    | رجال 100 متر T20                                  |
| برونزية   | نيل فاولر | ألعاب القوى                    | رجال 100 متر T44                                  |
| برونزية   | تيم ماثيوز | ألعاب القوى                    | رجال 100 متر T46                                  |
| برونزية   | تيم ماثيوز | ألعاب القوى                    | رجال 200 متر T46                                  |
| برونزية   | جون ليندساي | ألعاب القوى                    | رجال 200 متر T53                                  |
| برونزية   | أندرو نيويل | ألعاب القوى                    | رجال 400 متر T20                                  |
| برونزية   | فابيان بلتمان | ألعاب القوى                    | رجال 800 متر T51                                  |
| برونزية   | روي دانييل | ألعاب القوى                    | رجال ماراثون T13                                  |
| برونزية   | برايان هارفي | ألعاب القوى                    | رجال رمي القرص F38                                |
| برونزية   | موراي غولدفينش | ألعاب القوى                    | رجال رمي الجلة F20                                |
| برونزية   | دون إلغن | ألعاب القوى                    | رجال الخماسي P44                                  |
| برونزية   | ريبيكا فيلدمان | ألعاب القوى                    | نساء 200 متر T34                                  |
| برونزية   | كاترينا ويب | ألعاب القوى                    | نساء 200 متر T38                                  |
| برونزية   | إيمي وينترز | ألعاب القوى                    | نساء 400 متر T46                                  |
| برونزية   | تريش فلافيل | ألعاب القوى                    | نساء 800 متر T20                                  |
| برونزية   | جودي ويليس-روبرتس | ألعاب القوى                    | نساء رمي القرص F12                                |
| برونزية   | روزالي فاهاي | الفروسية                       | خليط بطولة الفروسية فئة I                         |
| برونزية   | ماريتا هيرد | الفروسية                       | خليط فري ستايل فئة III                            |
| برونزية   | كريستوفر سكوت | ركوب الدراجات                  | سباق طريق مختلط دراجات CP الفئة 4                 |
| برونزية   | بيتر هومان | ركوب الدراجات                  | سباق توقيت دراجات مختلط CP الفئة 4                |
| برونزية   | مارك لو فلوهيك | ركوب الدراجات                  | سباق توقيت دراجات ثلاثية 1.9 كم مختلط CP الفئة 2  |
| برونزية   | بول أونيل | ركوب الدراجات                  | سباق توقيت دراجات 1 كم مختلط LC1                  |
| برونزية   | باول لاك | ركوب الدراجات                  | سباق توقيت دراجات 1 كم مختلط LC2                  |
| برونزية   | إيدي هولاندز، بول كلوسي | ركوب الدراجات                  | سباق توقيت دراجات رجال 1 كم تانديم مفتوح          |
| برونزية   | بول أونيل | ركوب الدراجات                  | سباق متابعة فردي مختلط LC1                        |
| برونزية   | لين ليبوري، لينيت نيكسون | ركوب الدراجات                  | مطاردة فردية للسيدات تانديم مفتوح                 |
| برونزية   | مارك ألتمن | السباحة                        | رجال 50 متر فراشة S7                              |
| برونزية   | أليكس هاريس | السباحة                        | رجال 50 متر حرة S7                                |
| برونزية   | بين أوستين | السباحة                        | رجال 100 متر فراشة S8                             |
| برونزية   | سكوت بروكينشير | السباحة                        | رجال 100 متر حرة S10                              |
| برونزية   | سكوت بروكينشير | السباحة                        | رجال 100 متر فراشة S10                            |
| برونزية   | أليشيا أبرلي | السباحة                        | نساء 50 متر صدر SB14                              |
| برونزية   | أماندا فرايزر | السباحة                        | نساء 50 متر حرة S7                                |
| برونزية   | تريسي كروس | السباحة                        | نساء 50 متر حرة S11                               |
| برونزية   | كيسي ريدفورد | السباحة                        | نساء 100 متر ظهر S9                               |
| برونزية   | لوسي ويليامز | السباحة                        | نساء 100 متر صدر SB6                              |
| برونزية   | ستيسي ويليامز | السباحة                        | نساء 100 متر صدر SB7                              |
| برونزية   | بروك ستوكهام | السباحة                        | نساء 100 متر صدر SB8                              |
| برونزية   | كاترينا بيلي | السباحة                        | نساء 100 متر فراشة S9                             |
| برونزية   | بريا كوبر | السباحة                        | نساء 100 متر حرة S8                               |
| برونزية   | أليشيا أبرلي | السباحة                        | نساء 200 متر حرة S14                              |
| برونزية   | بروك ستوكهام | السباحة                        | نساء 200 متر فردي متنوع SM8                       |
| برونزية   | ديانا لي | السباحة                        | نساء 400 متر حرة S9                               |
| برونزية   | كاميرون دي بورغ، بول بارنيت، ديفيد رولف، أليكس هاريس، بن أوستن، دانيال بيل، جاستن إيفيسون | السباحة                        | رجال 4 × 100 متر تتابع متنوع 34 نقطة              |
| برونزية   | دينيس بيكويث، إليزابيث رايت، ميليسا ويلسون، كارني ليدل | السباحة                        | تتابع حر للسيدات 4×50 متر 20 نقطة                 |
| برونزية   | ميليسا كارلتون، بريا كوبر، أماندا فرايزر، جيما داشوود | السباحة                        | تتابع حر للسيدات 4 × 100 متر 34 نقطة              |
| برونزية   | بريا كوبر، بروك ستوكهام، كاترينا بيلي، ميليسا كارلتون | السباحة                        | تتابع متنوع للسيدات 4 × 100 متر 34 نقطة           |

| الميداليات حسب التخصص          | الميداليات حسب التخصص | الميداليات حسب التخصص | الميداليات حسب التخصص | الميداليات حسب التخصص | الميداليات حسب التخصص |
| الانضباط                       |                       |                       |                       | المجموع               |                       |
| ------------------------------ | --------------------- | --------------------- | --------------------- | --------------------- | --------------------- |
| النبالة                        | 0                     | 0                     | 0                     | 0                     |                       |
| ألعاب قوى                      | 35                    | 15                    | 16                    | 66                    |                       |
| كرة السلة على الكراسي المتحركة | 0                     | 1                     | 0                     | 1                     |                       |
| بوتشيا                         | 0                     | 0                     | 0                     | 0                     |                       |
| ركوب الدراجات                  | 10                    | 3                     | 8                     | 21                    |                       |
| الفروسية                       | 2                     | 0                     | 2                     | 4                     |                       |
| المبارزة على الكراسي المتحركة  | 0                     | 0                     | 0                     | 0                     |                       |
| كرة القدم السباعية             | 0                     | 0                     | 0                     | 0                     |                       |
| الجودو                         | 0                     | 0                     | 0                     | 0                     |                       |
| رياضة القوة                    | 0                     | 1                     | 0                     | 1                     |                       |
| الإبحار                        | 1                     | 0                     | 0                     | 1                     |                       |
| الرماية                        | 0                     | 1                     | 0                     | 1                     |                       |
| السباحة                        | 14                    | 15                    | 21                    | 50                    |                       |
| كرة الطاولة                    | 0                     | 0                     | 0                     | 0                     |                       |
| الكرة الطائرة                  | 0                     | 0                     | 0                     | 0                     |                       |
| الرجبي على الكراسي المتحركة    | 0                     | 1                     | 0                     | 1                     |                       |
| كرة مضرب الكراسي المتحركة      | 1                     | 2                     | 0                     | 3                     |                       |
| المجموع                        | 63                    | 39                    | 47                    | 149                   |                       |

## النبالة
ممثلي أستراليا في النبالة بـ:
| الرجال  | آرثر فيسك، جون مارشال، توني مارتورانو |
| السيدات | ناتالي كوردوينر                       |

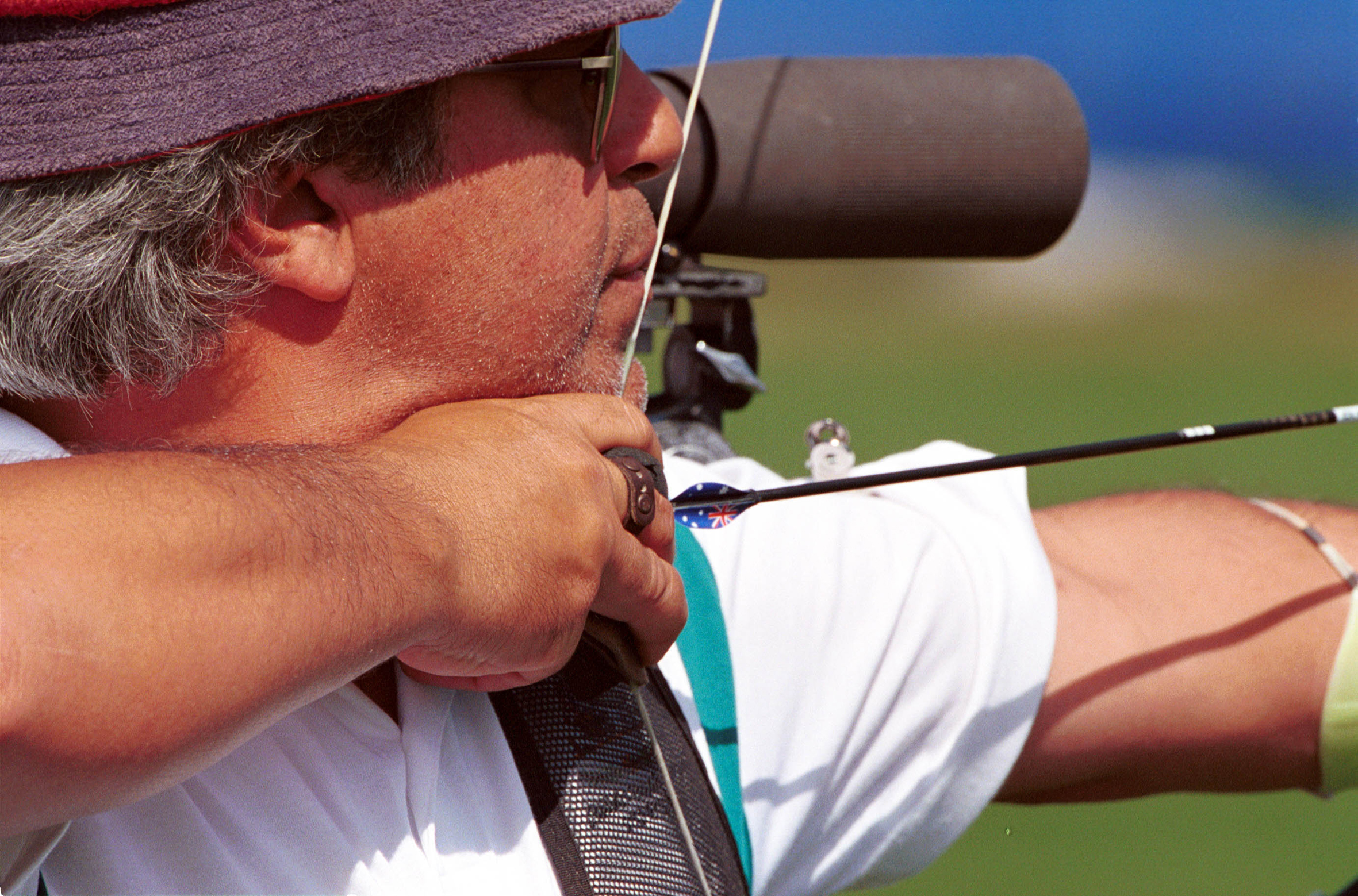
211000 - الرماية توني مارتورانو - 3ب - صورة مباراة سيدني 2000

المدربين – روبرت دي بوندت (الرئيس)، هانز كلار
فشلت أستراليا في الحصول على أي ميداليات.

## ألعاب القوى

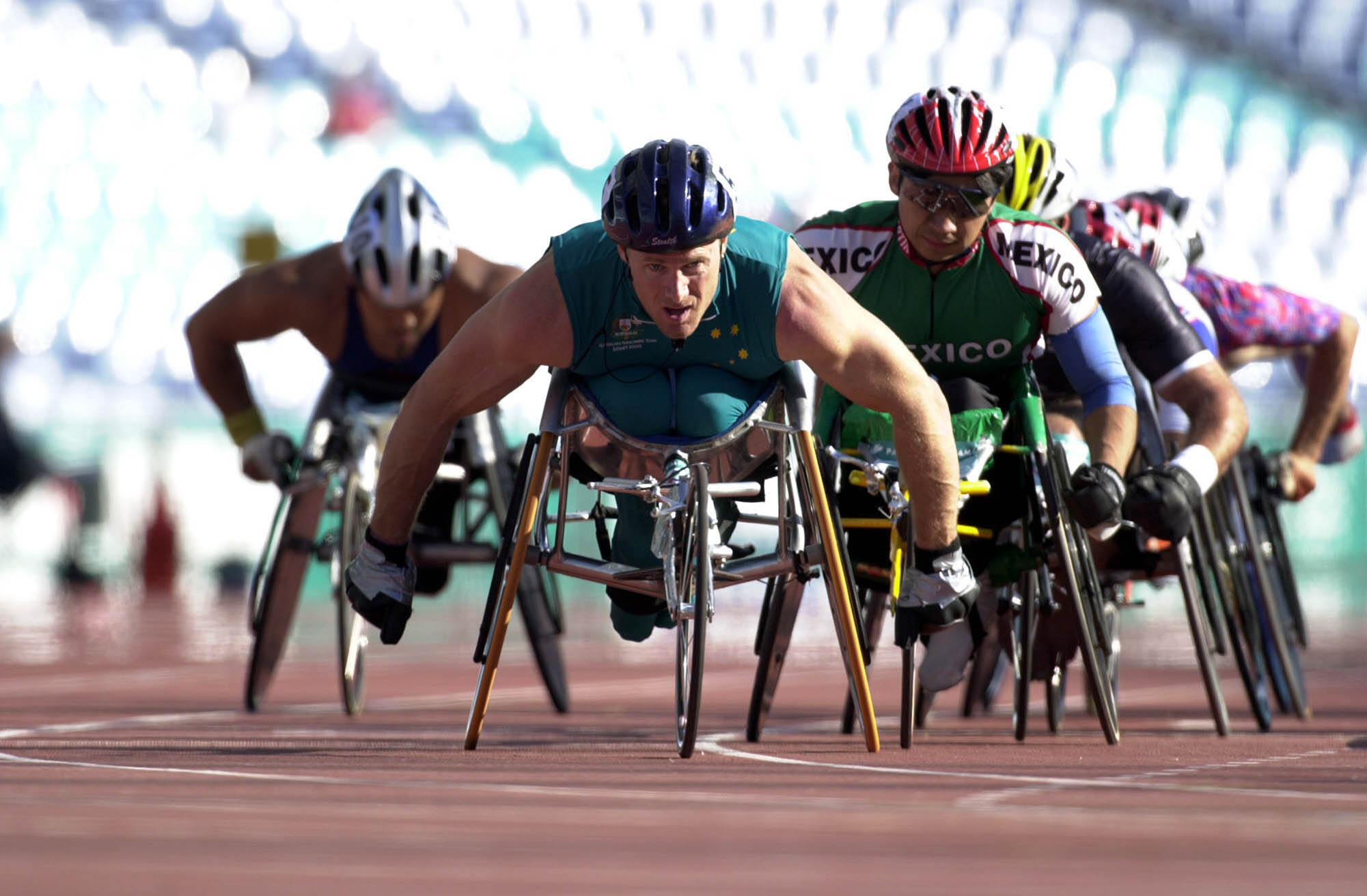
211000 - سباق الكراسي المتحركة لألعاب القوى على الكراسي المتحركة لمسافة 10 كم جون ماكلين أكشن 2 - 3 ب - صورة سباق سيدني 2000

ممثلي أستراليا في ألعاب القوى بـ:
| الرجال  | شاين ألين، كيران أولت كونيل، واين بيل، مالكولم بينيت، أنتوني بيدل، راسل بيلينجهام، فابيان بلاتمان، داميان بوروز، ريك كوك (مرشد لجيفري ماكنيل)، لي كوكس، روي دانييل، مارك ديفيز، مايكل داولينج، ستيفن إيتون، جون إيدن، دون إلجين، كورت فيرنلي، أنطون فلافيل، هيث فرانسيس، نيل فولر، تيري جيدي، موراي جولدفينش، جيرارد جوسينز، أدريان جروجان، برايان هارفي، بيل هانتر (مرشد لجيرارد جوسينز)، كلايتون جونسون، لاكلان جونز، جون ليندسي، هاميش ماكدونالد، جون ماكلين، تيم ماثيوز، جيفري ماكنيل، بول ميتشل، أندرو نيويل، بول نوناري، سام ريكارد، إد سالمون (دليل جيرارد جوسينس)، راسل شورت، جريج سميث، تيم سوليفان، دارين ثروب، جيف ترابيت، ستيف ثورلي (دليل جيفري ماكنيل)، دين تيرنر، بروس والرودت، ستيفن ويلسون |
| السيدات | أنجيلا بالارد، جوان برادشو، مادلين إيلرز، ريبيكا فيلدمان، باتريشيا فلافيل، ليندا هولت، نورما كوبليك، تانيا كروم، هولي لادمور، ليزا لورينز، ليزا ماكنتوش، أليسون كوين، شارون راكهام، أليسون ريتشاردز (مرشدة مارك ديفيز)، لويز سوفاج، كريستي سكيليتون، فرانسيس ستانلي، ميغان ستار، كلير سامرسجيل، كاترينا ويب، ديبي ويندت، جودي ويليس، إيمي وينترز |

المدربين – كريس نون (رئيس)، دي بارنز، أندرو داوس، سكوت جودمان، بريت جونز، بيتر نيجروبونتيس، لورين فيديما، روبين هانسون، فيل بادمان، روب جورينج
المسؤولون – جيسون هيلويج (المدير)، هايدن كلارك، بارب دينسون، بيترينا تيرني، جودي وورال، أليسون ريتشاردز، بيل هانتر، ريك كوك
احتلت أستراليا المركز الأول في ألعاب القوى بـ 35 ميدالية ذهبية و15 فضية و16 برونزية. وكان هذا أفضل أداء لأستراليا في ألعاب القوى في دورة الألعاب البارالمبية. ومن أبرز إنجازات الفريق: تيموثي سوليفان بخمس ميداليات ذهبية، وجريج سميث بخمس ميداليات ذهبية، ونيل فولر بأربع ميداليات ذهبية وميدالية برونزية واحدة، وليزا لورينز بثلاث ميداليات ذهبية وميدالية فضية واحدة، وليزا ماكنتوش بثلاث ميداليات ذهبية. كما فازت أستراليا بأربع ميداليات ذهبية في سباق التتابع.

### الجدل
شاركت لويز سوفاج، العضوة المعروفة في الفريق الأسترالي ومشعلة المرجل في حفل الافتتاح، في سباق 800 متر T54. توقف السباق بسبب حادث تصادم عند علامة 200 متر، مما أدى إلى عدم تمكن ثلاثة متسابقين من إنهاء السباق. لم يتأثر متصدرا السباق، سوفاج ومنافستهما الكندية شانتال بيتيكلير، بالحادث، حيث احتلت بيتيكلير المركز الأول، وتلتها سوفاج في المركز الثاني. راجع حكم السباق ريج برانديس لقطات الفيديو، وتبين أن المتسابقين المتورطين في الحادث قد تضرروا بشكل كبير من فرصهم في الفوز بميدالية. بعد ساعتين من الحدث، أُعيد السباق بعد إلغاء النتيجة النهائية. ونُقل عن أندرو داوز، مدرب سوفاج، قوله:
«إذا فازت، سيقول الناس إنها ربحت فرصة ثانية. وإذا خسرت، فقد خسرت مرتين.»
وفي أحداث لاحقة، فازت ساوفاج بالميدالية الذهبية في سباقي 1500 متر و5000 متر، متغلبة على منافستها بيتيتكلير.

## كرة السلة (الإعاقة الذهنية)
ممثلي أستراليا في كرة السلة بـ:
| الرجال | فرانك أراتيا، لي كولينز، تيم ديفاين، سيمون إسحاق، برادلي لي، تايسون لينش، نيكولاس ماروني، آدم ميريديث، بريت فيليبس، بيتر ويلوبي، بريت ويلسون، جاستن وربيك |

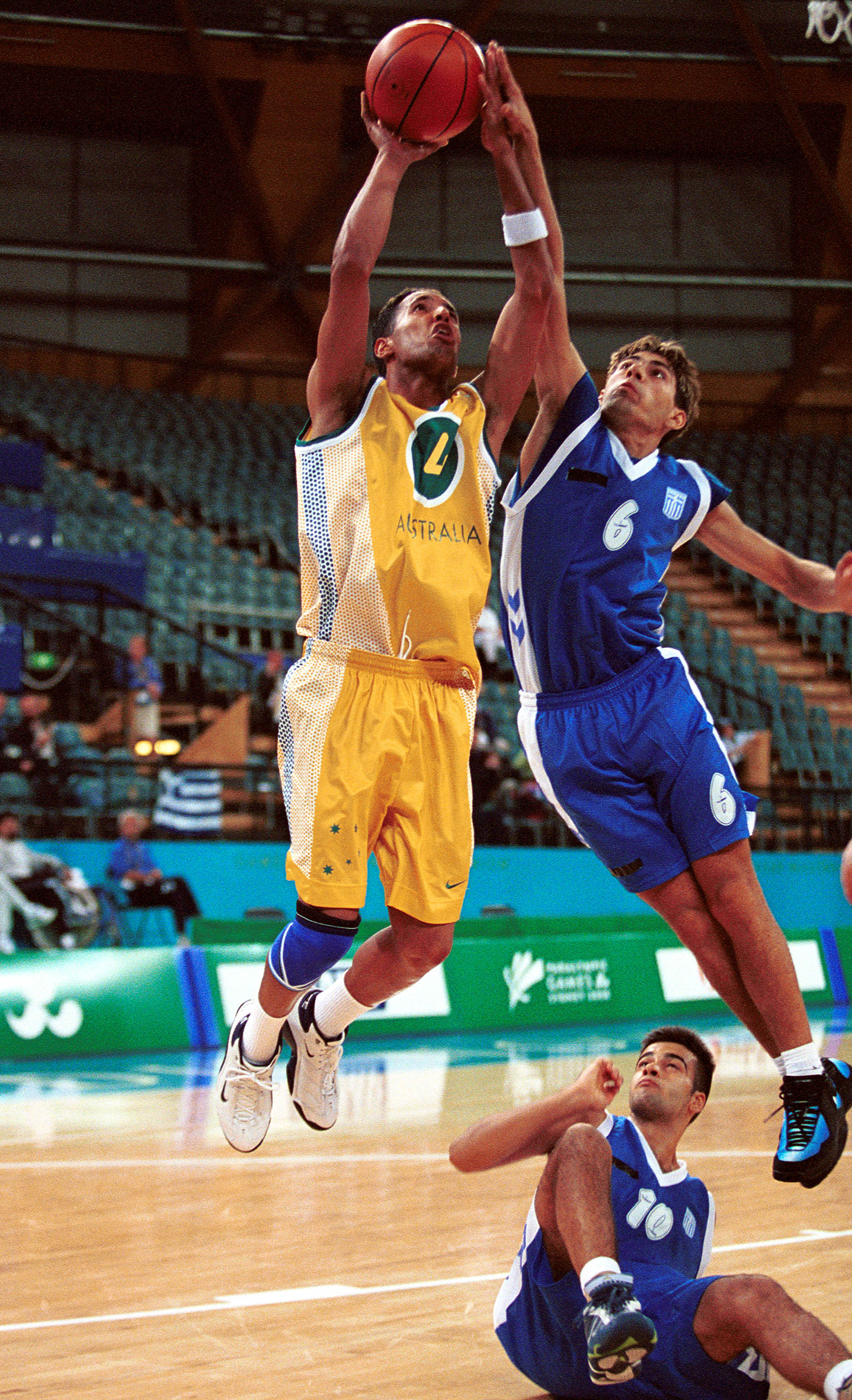
لاعب كرة السلة الأسترالي نيكولاس ماروني يسدد الكرة أثناء المنافسة في دورة الألعاب البارالمبية في سيدني عام 2000

المدربين – توني جيهوت (رئيس)، ليز فريزر، إيان ماكليود
المسؤولون – مايكل هدسون (المدرب)
احتل الفريق الأسترالي المعروف باسم «بوميرانج» المركز السادس في البطولة.

### الجدل
فاز فريق كرة السلة الإسباني لذوي الاحتياجات الخاصة الذهنية على روسيا بنتيجة 87-63 ليحرز الميدالية الذهبية. وقد تم الادعاء لاحقًا بهذا الفوز بعد إجراء تحقيق شامل مع الفريق بسبب اتهامات بالاحتيال. واكتشف لاحقًا أن 10 من أصل 12 لاعبًا لم يكونوا من ذوي الاحتياجات الخاصة الذهنية، وأن هذا الخداع كان متعمدًا.
أجرت اللجنة الأولمبية الدولية تحقيقاً رئيسياً في بطاقات التسجيل الخاصة بالاتحاد الدولي للرياضات الذهنية لجميع الرياضيين الـ 244 الذين شاركوا في ألعاب سيدني. وتم اكتشاف عدد من المشاكل مما أدى إلى إيقاف الرياضيين ذوي الاحتياجات الخاصة الذهنية عن المشاركة في جميع أنشطة اللجنة الدولية للرياضات الذهنية. وقد أثر الحظر بشدة على الفريق الأسترالي في المستقبل حيث أن عدداً كبيراً من الميداليات التي فاز بها الرياضيون ذوو الإعاقة الذهنية خلال ألعاب سيدني كانت من نصيب رياضيين من ذوي الاحتياجات الخاصة الذهنية. وفي اجتماع عقد في 9 مارس/آذار 2001، وافقت اللجنة التنفيذية للجنة الدولية للرياضات الذهنية على خمسة قرارات تتعلق بالمشاركة المستقبلية. ولسوء الحظ، تم التوصل إلى أن هذه المعايير لن تكون كافية لطرد الغش من الألعاب وتم حظر مسابقات الهوية إلى أجل غير مسمى. وبعد دورة الألعاب البارالمبية لعام 2008، تقرر اعتماد معيار أكثر صرامة ورُفع الحظر المفروض على الرياضيين المعاقين ذهنياً.

## بوتشيا

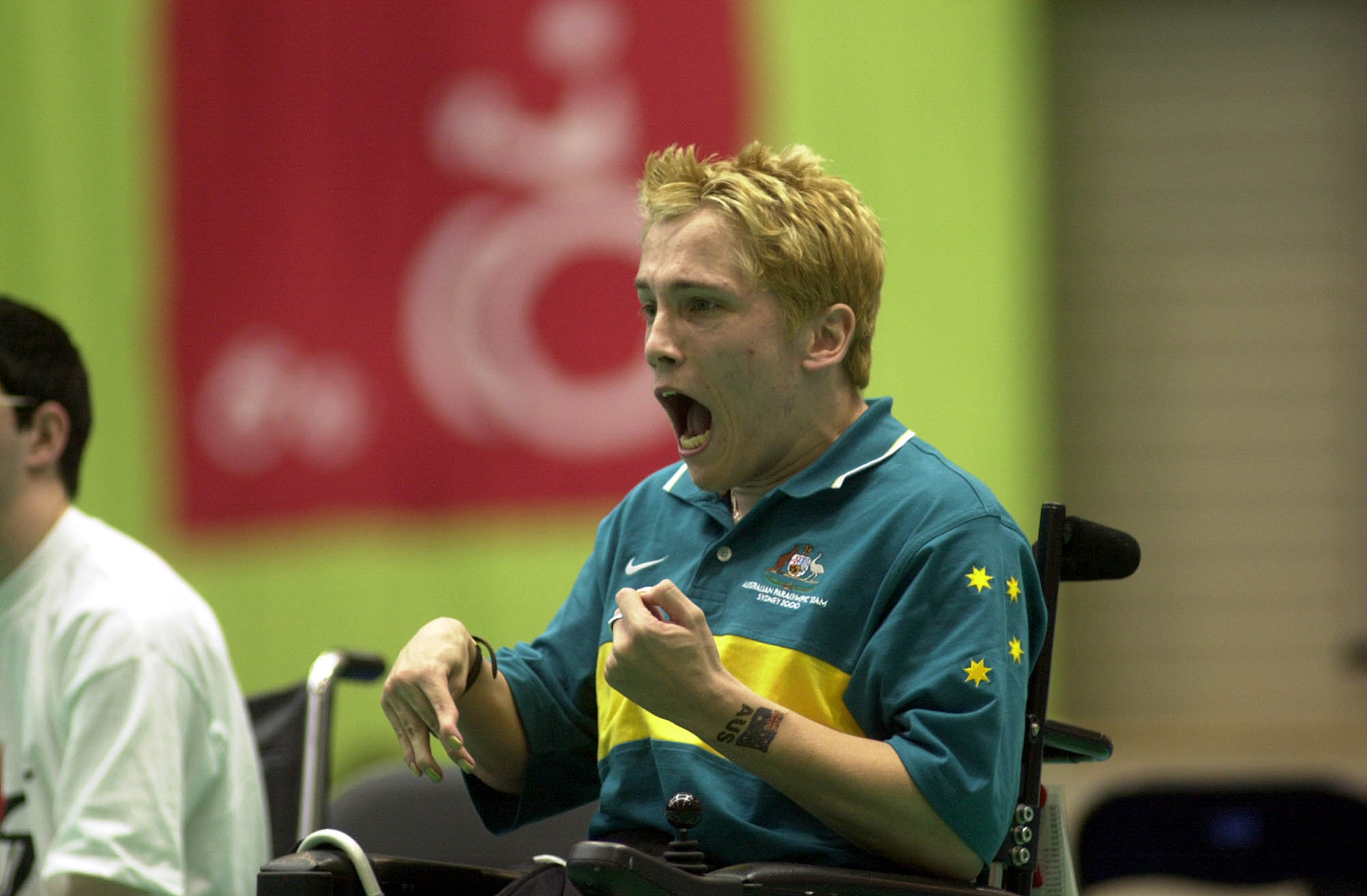
221000 - صورة مباراة سكوت إلسورث في لعبة البوتشيا - 3 ب - سيدني 2000

ممثلي أستراليا في لعبة البوتشيا من خلال:
| الرجال  | وارن برييرلي، سكوت إلسورث، جون ريتشاردسون  |
| السيدات | لين كولمان، أنجي ماكرينولدز، كارين ستيوارت |

المدربين – جوان ستيفنز (رئيس)، إيتالو فيجالو
المسؤولون – بيجي ريتشاردسون، باري ستيوارت، سو بينكي، أنيت لو، إميلي كونيل، كارلا برييرلي، جون كايسي
لم يتأهل معظم الرياضيين من الدور الأول لمباريات المجموعات. وكان سكوت إلسورث أفضل رياضي وصل إلى ربع النهائي.

## ركوب الدراجات

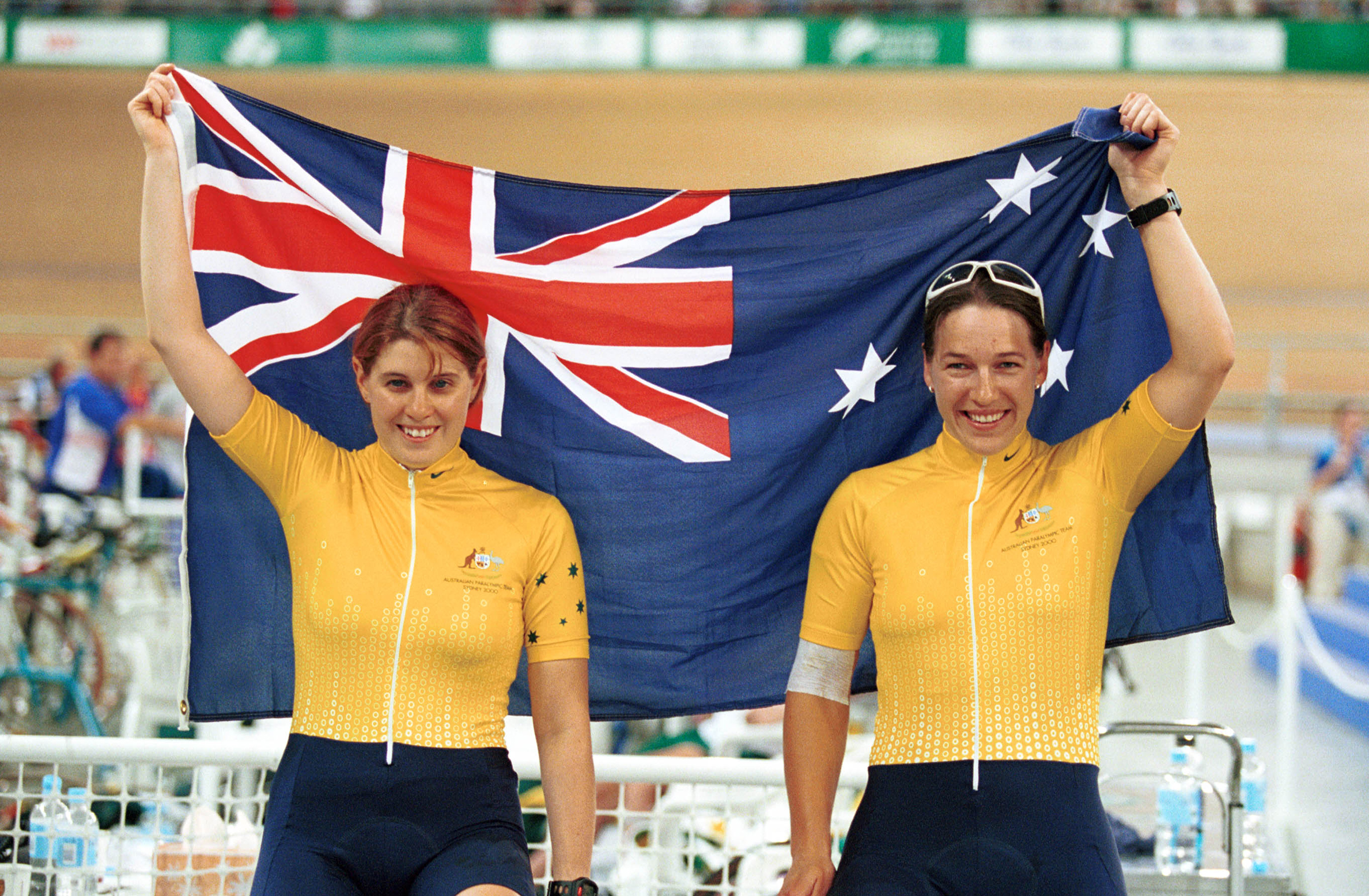
231000 - مضمار الدراجات الهوائية تانيا مودرا سارنيا باركر العلم الأسترالي - 3 ب - صورة سباق سيدني 2000

ممثلي أستراليا في رياضة الدراجات الهوائية من خلال:
| الرجال  | جريج بول، بول كلوسي، ماثيو جراي، ستيفن جراي (مُرشد لديفيد موراي)، دارين هاري (مُرشد)، إيدي هولاندز (مُرشد لبول كلوسي)، بيتر هومان، بول ليك، مارك لو فلوهيك، كيران مودرا، ديفيد موراي، بول أونيل، دانيال بولسون، كريستوفر سكوت، نويل سينس، راسل وولف (مُرشد لكريستين فيشر) |
| السيدات | كريستين فيشر، لين ليبورا، كيري مودرا (مُرشدة لكيران مودرا)، تانيا مودرا (مُرشدة لسارينا باركر)، لينيت نيكسون (مُرشدة)، سارنيا باركر |

المدربين – كيفن ماكنتوش (رئيس)، داريل بنسون، راديك فالينتا
المسؤولون – إلسا ليبورا (المديرة)، جون بير، ريبيكا تويدي
حصلت أستراليا على 10 ميداليات ذهبية و3 فضية و8 برونزية واحتلت المركز الأول في الترتيب العام.

## الفروسية
ممثلي أستراليا في رياضة الفروسية بـ:
| السيدات | روزالي فاهي، سو هايدون، جولي هيغينز، ماريتا هيرد، جودي هوغان، سو إلين لوفيت، آن سكينر |

المدربين – كارولين لوتنت (رئيسة)، جيليان ريكارد المسؤولون – جودي كوبيت (رئيسة الفريق) ودينا بارون
فازت أستراليا بميداليتين ذهبيتين وبرونزيتين في ثاني مشاركة لها في دورة الألعاب البارالمبية. وحلت ثانيةً بعد بريطانيا العظمى في إجمالي الميداليات. وبفضل نتائج الفريق، فازت المدربة كارولين ليوتينانت بجائزة أفضل مدربة لهذا العام من مجلس التدريب الأسترالي.

## المبارزة

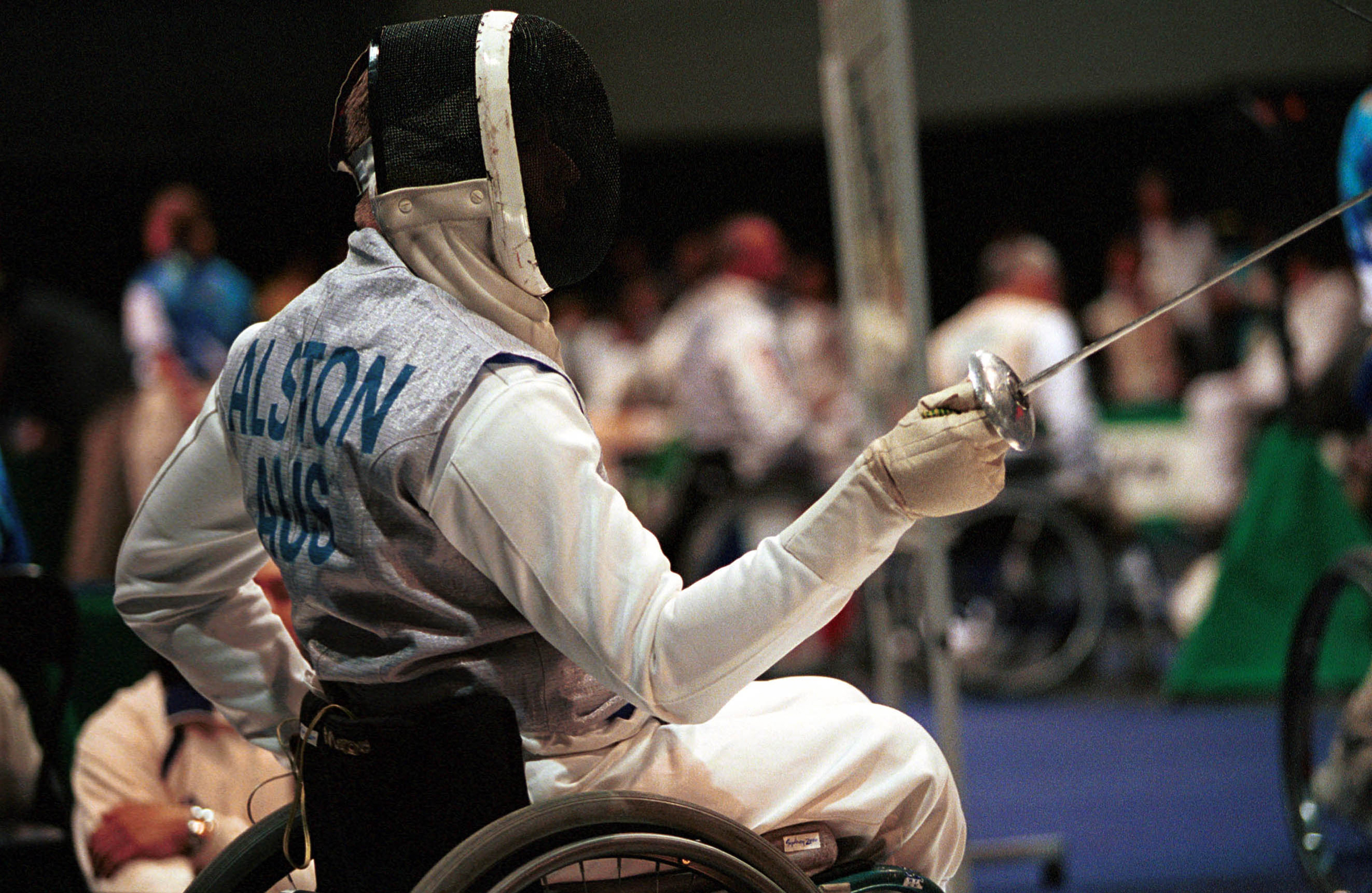
المبارز الأسترالي على الكرسي المتحرك مايكل ألستون أثناء المنافسة في دورة الألعاب البارالمبية في سيدني عام 2000

ممثلي أستراليا في مبارزة الكراسي المتحركة من خلال:
| الرجال | مايكل ألستون، روبرت جودوين |

المدربة سالي كوبيك (رئيسة)
ولم تفز أستراليا بأي ميداليات لكن كل رياضي نجح في الوصول إلى الجولة الثانية (أفضل ستة عشر).

## كرة القدم (7 على الجانب)

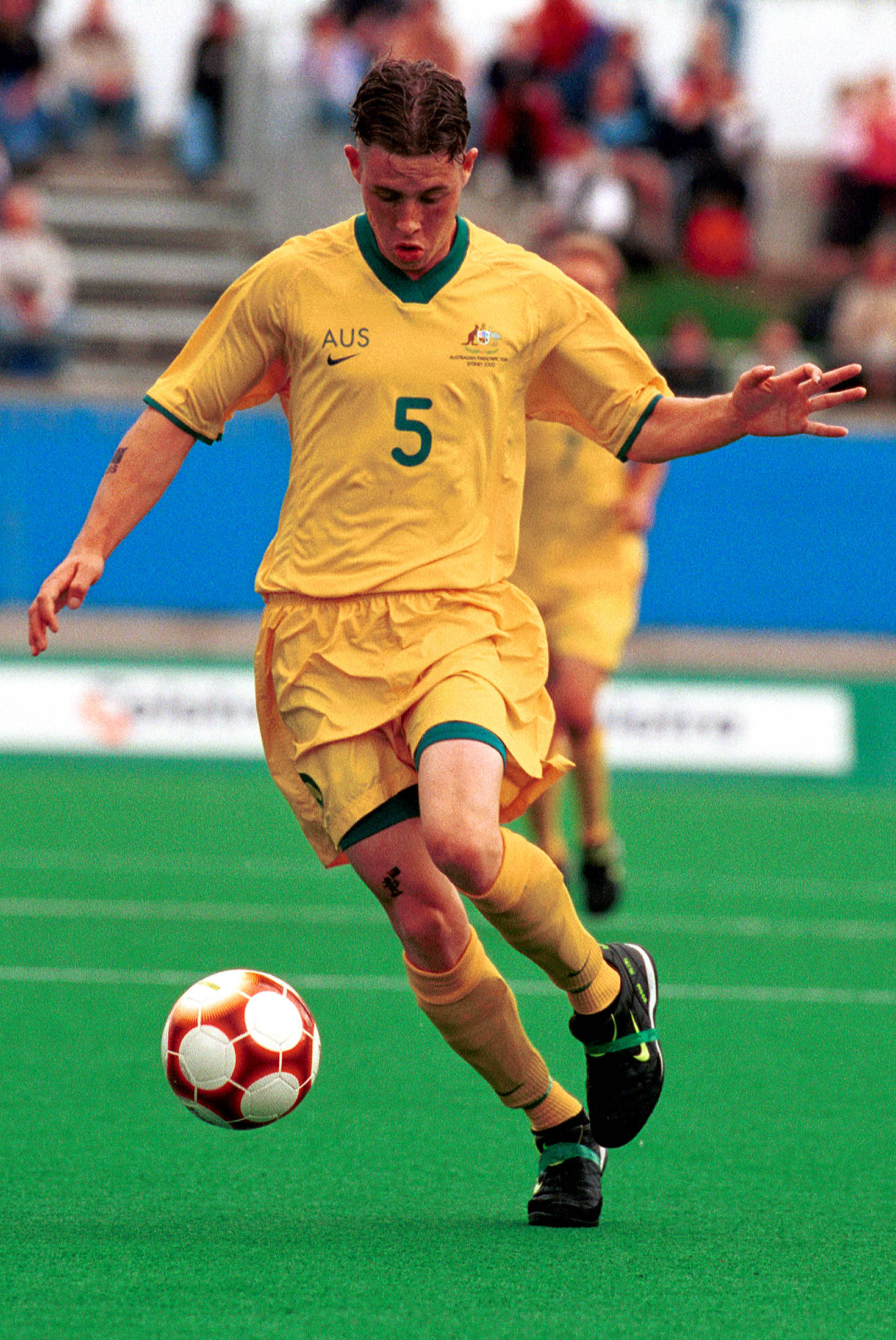
لاعب كرة القدم الأسترالي جيسون راند أثناء اللعب في الملعب أثناء المنافسة في دورة الألعاب البارالمبية في سيدني عام 2000

ممثلي أستراليا في كرة القدم بـ:
| الرجال | ديفيد باربر، شون فيديل، إريك هادريك، ميغيل مارسيلينو، بو مينزيس، مارك موريس، أندرو بانازولو، كريستوفر باين، جيسون راند، جيريمي ثورب، جورج تونا |

المدربين – راسل ماريوت (الرئيس)، ديفيد كامبل
المسؤولون – كورني فان إلديك (المدير)
حصل الفريق المعروف باسم «دريلر» على المركز السابع في أول مشاركة له في الألعاب البارالمبية.

## كرة الهدف
ممثلي أستراليا في كرة المرمى بـ:
| الرجال  | روب كريستاني، كيفن فرو، بول هاربور، تروي كينج، وارن لوتون، روبي فوجت |
| السيدات | بيني بينيت، كيري آن كينغ، جو روبا، روبين ستيفنز                      |

الرجال – المدربين – سام ثيودور (رئيس)، روبرت آبس
السيدات – المدربين – تيري كيناجان (رئيس)
احتل فريق الرجال المركز التاسع من بين اثني عشر فريقًا، بينما احتل فريق السيدات المركز الثامن.

## الجودو
ممثلي أستراليا في الجودو بـ:
| الرجال | أنتوني كلارك |

المدرب – تريفور كشامر (رئيس)

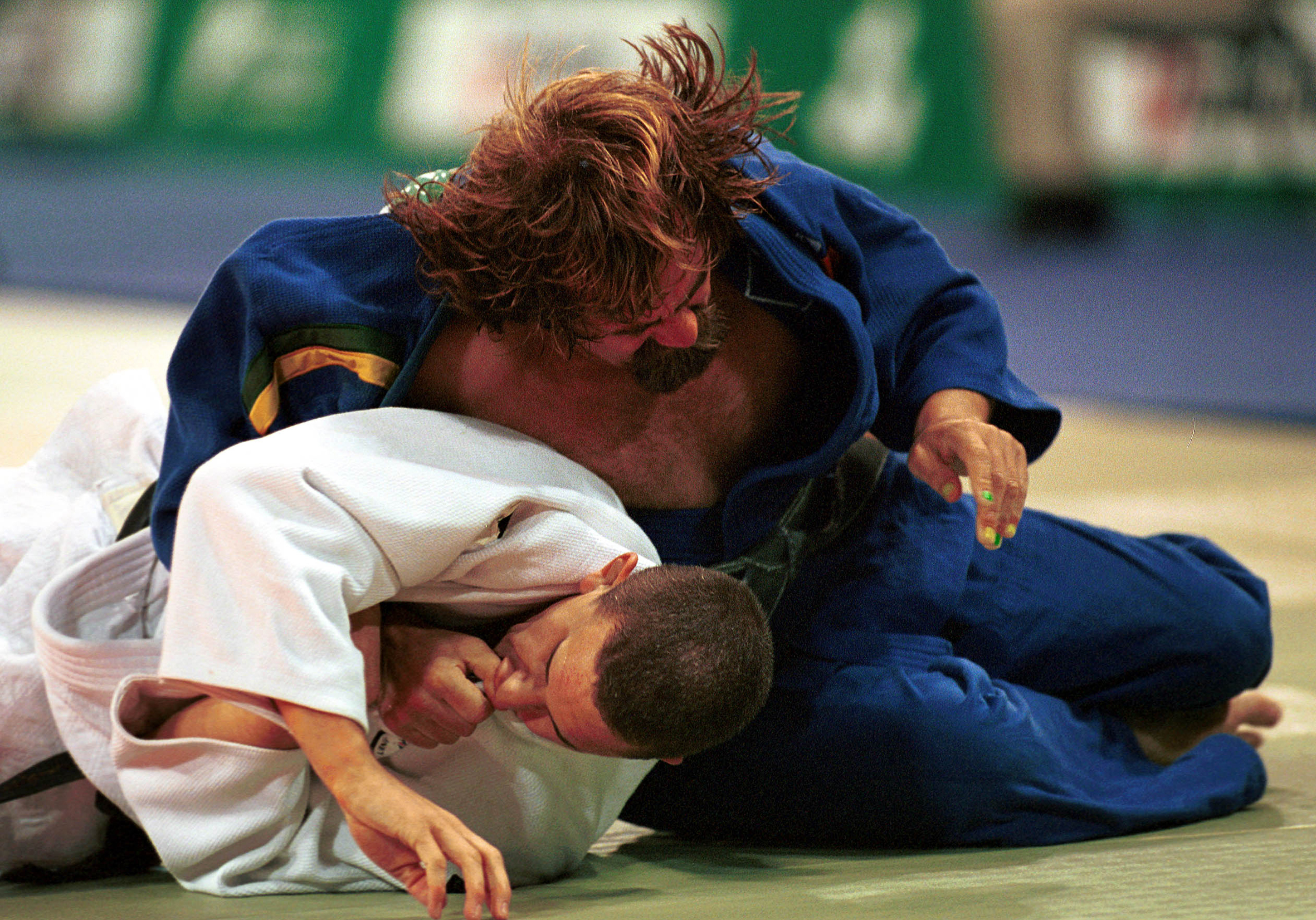
لاعب الجودو الأسترالي أنتوني كلارك يتنافس مع البريطاني إيان روز في دورة الألعاب البارالمبية في سيدني عام 2000

احتل المنافس الأسترالي الوحيد أنتوني كلارك، الحائز على الميدالية الذهبية سابقًا، المركز السابع.

## رياضة القوة

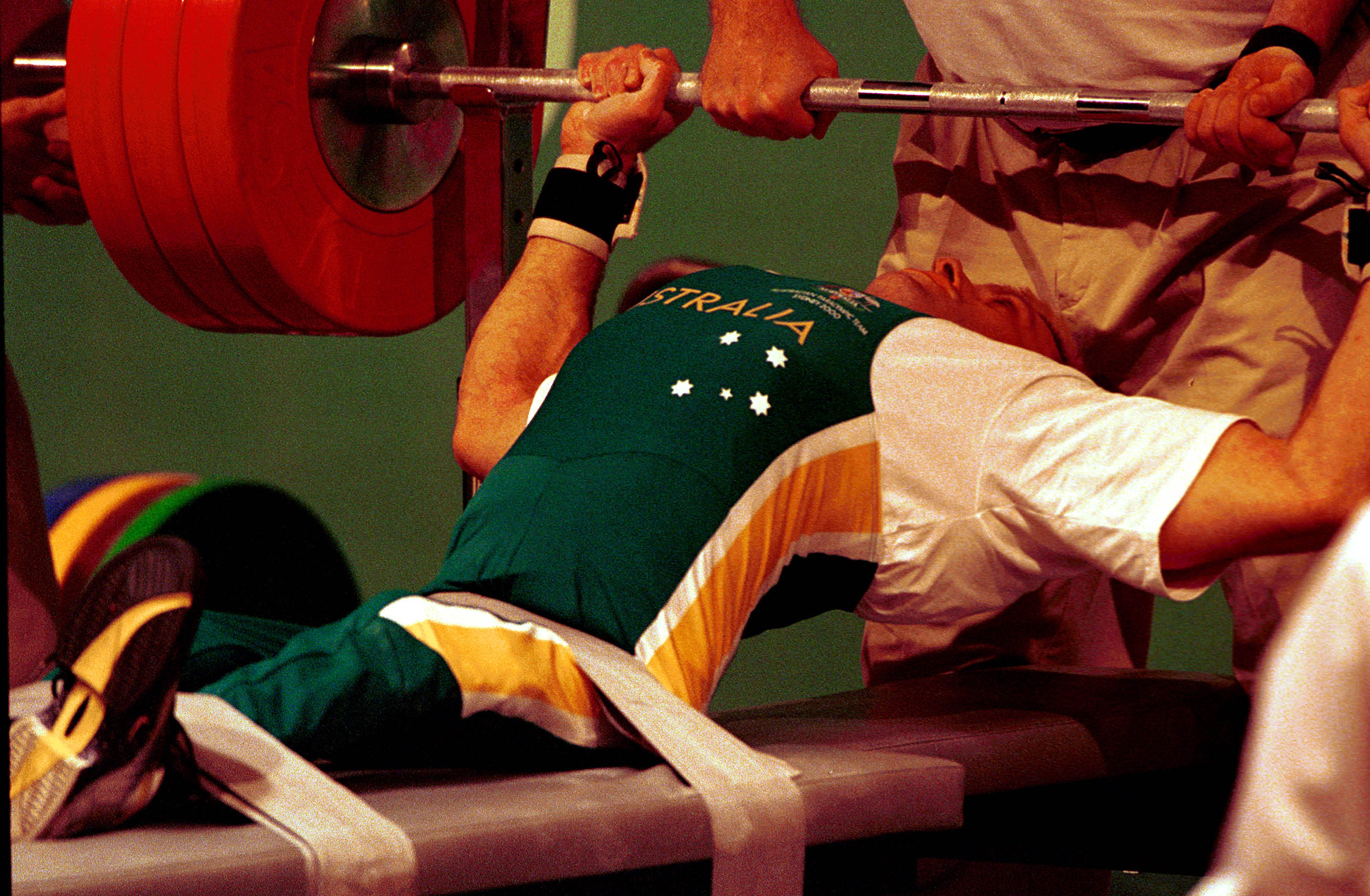
رافع الأثقال الأسترالي ريتشارد نيكلسون الحائز على الميدالية الفضية في دورة الألعاب البارالمبية في سيدني عام 2000

ممثلي أستراليا في رفع الأثقال من خلال:
| الرجال  | شون كافوتو، دارين جاردينر، ستيف جرين، بول هايد، ريتشارد نيكلسون، كاهي بورو، واين شارب |
| السيدات | ديان ماكنتاير، جولي راسل، فيكي ماشين، كيم نوينكيرشن، ميليسا ترافيلا، سو تويلفتري      |

المدربين – بلاغوي بلاغوييف (الرئيس)، راي إبستين
حصلت أستراليا على الميدالية الفضية بفضل أداء ريتشارد نيكلسون.

## الإبحار
ممثلي أستراليا في الإبحار بـ:
| الرجال | جيمي دونروس، غرايم مارتن، مايكل ماكلين، نويل روبينز، بيتر تومسون |

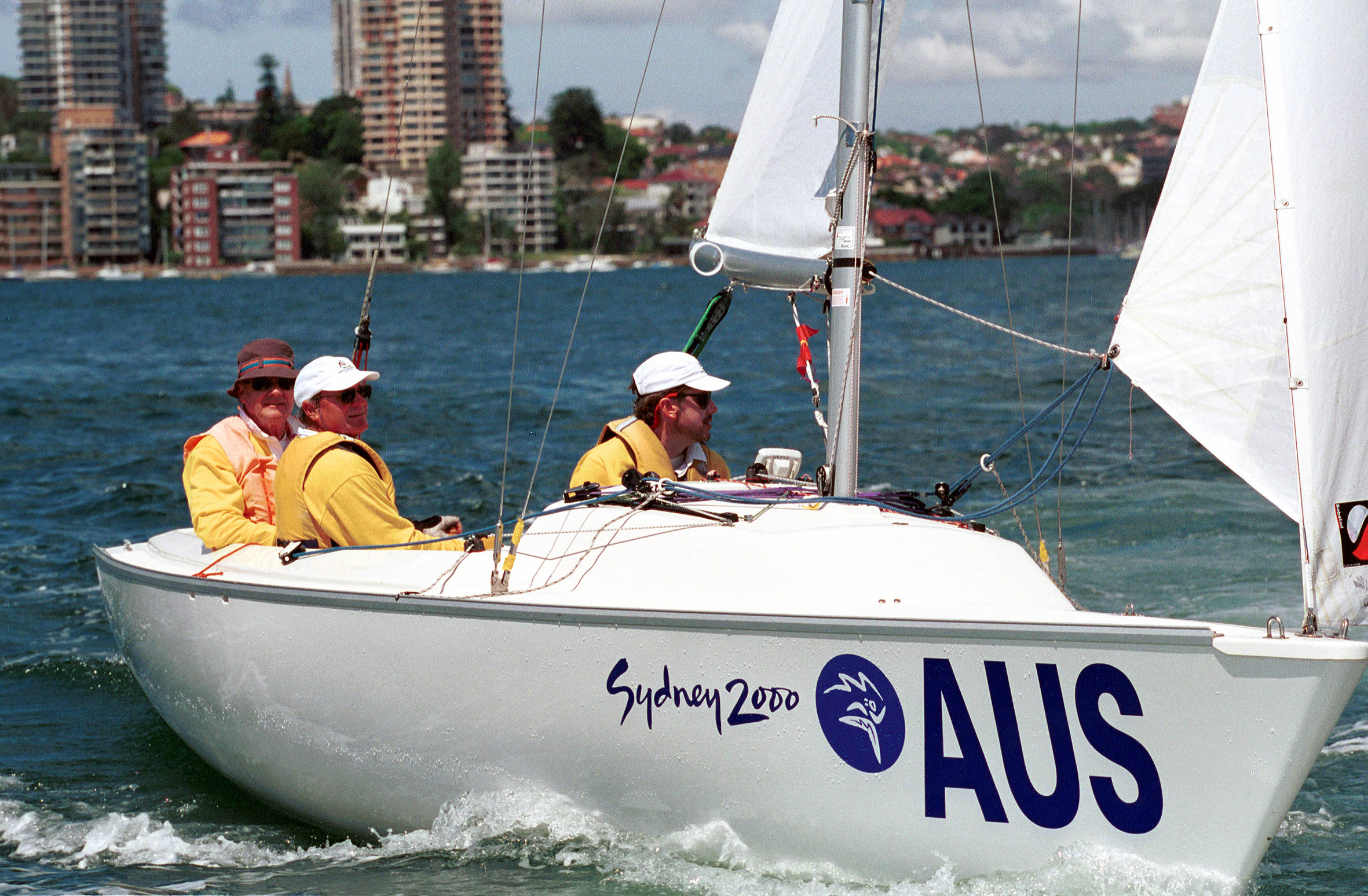
231000 - سونار الإبحار جيمي دنروس نويل روبينز غرايم مارتن أكشن 4 - 3 ب - صورة سباق سيدني 2000

المدربين – لاتشلان جيلبرت (2.4 م.ر)، بول إلدريد (سونار)
المسؤولون – جون ويتفيلد
فازت أستراليا بالميدالية الذهبية في سباق السونار وحصلت على المركز الرابع في سباق 2.4 متر. وكانت الدولة صاحبة المركز الثاني في الإبحار الشراعي.
كان دور المكتب الأسترالي للأرصاد الجوية (ABM) هو أن يكون ”المزود الرسمي لخدمات الطقس“، من خلال تقديم خدمات مصممة خصيصاً للمشاركين والمتفرجين ومنظمي الفعاليات لكل من الألعاب الأولمبية والبارالمبية. وبناءً على طلبات فريق إدارة سباقات الإبحار الشراعي في اللجنة المنظمة للألعاب الأولمبية في سيدني، تم تحديد أولويات فعاليات الإبحار الشراعي من حيث الجهد المبذول في التنبؤ، مقارنةً بالفعاليات الأخرى وأماكنها.
أقيمت فعاليات الإبحار في ميناء سيدني، بالإضافة إلى المنطقة البحرية المجاورة لمدخل الميناء. اختلافات في سرعة الرياح واتجاهها بين «مناطق الميناء المختلفة»، والتي حدثت بسبب دوران المياه من البحر إلى الميناء والتضاريس المحلية. وتمحور تحدٍ آخر تم تحديده حول دقة الدقة المطلوبة للتنبؤ بالرياح والتي كانت خارج نطاق نماذج التنبؤ العددي بالطقس الأسترالية التشغيلية (NWP). ونتيجة لهذه العوامل، طُوّرت أدوات إحصائية مختلفة لدعم مخرجات التنبؤ العددي بالطقس، وتم توفير التنبؤات عبر «ثلاثة مواقع مختلفة للموانئ» بالإضافة إلى منطقة بحرية.
استُخدمت النماذج الإحصائية في التحضير للحدث وأثناءه، وكانت تعتمد على التنبؤ العددي بالطقس وتتميز بدقة عالية. كان النموذجان الأول يُسمى LAPS 05، والثاني يعمل بدقة 1 كم و5 كم فقط، وكان مساهمة من مركز جامعة نيو ساوث ويلز للنمذجة والتنبؤ البيئي (CEMAP) الذي كان متاحًا بدقة 5 كم و1 كم. إلى جانب هذه النماذج الإحصائية، تم دمج خمسة نماذج أخرى لتسهيل عملية التنبؤ في استهداف «تغيرات الرياح صغيرة النطاق». بعد ذلك، تم تقييم مهارة التنبؤ لكل نموذج، من خلال مقارنة البيانات المتوقعة بالبيانات التي تم الحصول عليها عبر الملاحظة. أُجريت هذه المقارنة رياضيًا، باستخدام مؤشرات إحصائية شملت خطأ الجذر التربيعي المتوسط (RMS)، و«خطأ تحمل الرياح»، وخطأ حجم المتجه، وخطأ التربيع، ودرجة مهارة براير.
مثّلت الألعاب أول حدث يُتاح فيه لأي فرد من الجمهور وجميع الرياضيين المشاركين الوصول إلى جميع معلومات التنبؤات الجوية التي تُقدّم خصيصًا للمنظمين. طُوّر موقع مكتب الأرصاد الجوية الإلكتروني لتزويد المشاركين في الحدث ومدربيهم بإمكانية الوصول إلى بيانات الطقس. شُكّل فريق أسترالي من خبراء الأرصاد الجوية وكُلّف بمسؤولية «تفسير نتائج» مجموعة من النماذج الإحصائية ونماذج التنبؤ العددي بالطقس. قدّم خبراء الأرصاد الجوية نصائح جوية قبل أسبوعين من بدء الألعاب، وخلال فترة التدريب، وخلال فعاليات اختبار الإبحار التي أُجريت في عامي 1999 و1999. قُدّمت تحديثات كل ساعة في شكل تنبؤات خاصة بالموقع لحركة الأمواج والرياح السطحية في مختلف مواقع المضمار، وجُهّز فريق إدارة الأشرعة الموجود في القوارب الرئيسية المتواجدة في الموقع بأجهزة كمبيوتر محمولة على متنها، استُخدمت لنقل أحدث معلومات الطقس.
كُشف عن تلقي هيئة الأرصاد الجوية الأسترالية (ABM) إشاداتٍ عديدةً بجودة خدماتها، من اللجنة المنظمة للألعاب الأولمبية، والرياضيين الأفراد، وخبراء الأرصاد الجوية المشاركين في فريق الإبحار، وعملاء الموقع الإلكتروني، والاتحاد الدولي للإبحار (ISAF). بالإضافة إلى ذلك، أعرب أحد أعضاء فريق الأرصاد الجوية عن إعجابه بالخدمات المتاحة للرياضيين. ومع ذلك، أشار أيضًا إلى أن جودة هذه الخدمات لم تكن متسقة في تقديمها للمنظمين، واقترح أن يزيد مقدمو الخدمات من تركيزهم على التفاعل الوثيق مع «جميع فئات العملاء» عند تقديم «خدمات الطقس الأولمبية المستقبلية».

## الرماية
ممثلي أستراليا في الرماية بـ:
| الرجال  | أشلي آدامز، ستيفن جاي، ستان كوزمالا، جيف لين، جيمس نومارهاس، ستيفن ماكورماك، بول سكوفيلد، بيتر شانون، بيتر تايت، بيتر وورسلي |
| السيدات | إليزابيث كوزمالا |

المدربين – إيفون هيل (رئيسة)، آن بوجدين، إيفانجيلوس أناجنوستو المسؤولون – أندريه جوريتش
فازت أستراليا بالميدالية الفضية بفضل أداء بيتر تايت في رماية المسدس. وتأهل ستة رماة إلى النهائيات.

## السباحة
ممثلي أستراليا في السباحة بـ:
| الرجال  | مارك ألتمان، بين أوستين، بول بارنيت، دانيال بيل، توم بريدج، سكوت بروكينشاير، كينغسلي بوغارين، بريندان بوركيت، دومينيك كولينز، بول كروس، كاميرون دي بورغ، باتريك دوناتشي، جاستن إيفسون، جيف هاردي، أليكس هاريس، مايكل بالفيري، ستيوارت بايك، بريت ريد، ديفيد رولف، أليستير سماليس، كريستيان ستافورد، شين والش                                                                                              |
| السيدات | أليشيا أبيرلي، كاترينا بيلي، بيترا باركر، دينيس بيكويث، ميليسا كارلتون، كيت تشيرش، بريا كوبر، تريسي كروس، جيما داشوود، نيكول ديفي، جانيل فالزون، أماندا فريزر، ميغان جرانت، جوديث جرين، سارة هولبولت، أليشيا جينكينز، مارايكي جونكرز، ديانا لي، كارني ليديل، تامارا نوفيتسكي، كيرا أوكاس، سيوبان باتون، كيسي ريدفورد، إلين ستيل، بروك ستوكهام، لوسي ويليامز، ستايسي ويليامز، ميليسا ويلسون، إليزابيث رايت |

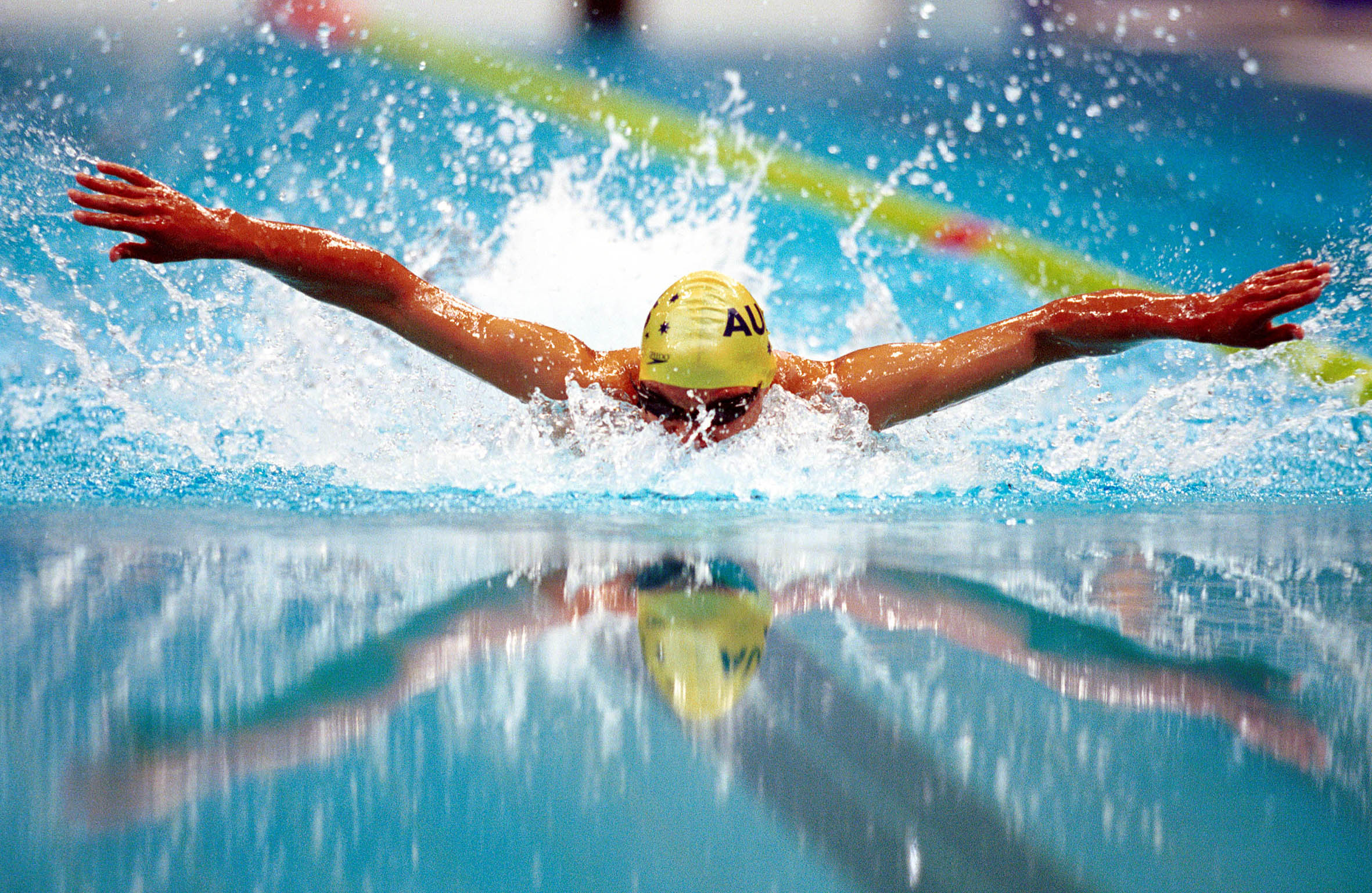
دانييل بيل في المسبح أثناء المنافسة في دورة الألعاب البارالمبية الصيفية لعام 2000

المدربين – ماثيو براون (رئيس)، جريج روتشوكيزك، جون أورنسباي، واندا سماليس، بريندان كيوج، فرانك هوهمان، ترينت باتن، ديك أوربيل المسؤولون – مايكل سكوت (المدير)، ليندا جارسدن، جون ستامولوس، مايكل مارتن، جيني لامبرت
كان لدى أستراليا أكبر فريق سباحة في تاريخها، وفاز بـ 14 ميدالية ذهبية و15 فضية و21 برونزية. واحتلت المركز الخامس في إجمالي الميداليات الذهبية والثاني في إجمالي الميداليات. خلال المسابقة، حطم السباحون الأستراليون 42 رقمًا قياسيًا أستراليًا، و14 رقمًا قياسيًا بارالمبيًا، و7 أرقام قياسية عالمية.

## كرة الطاولة

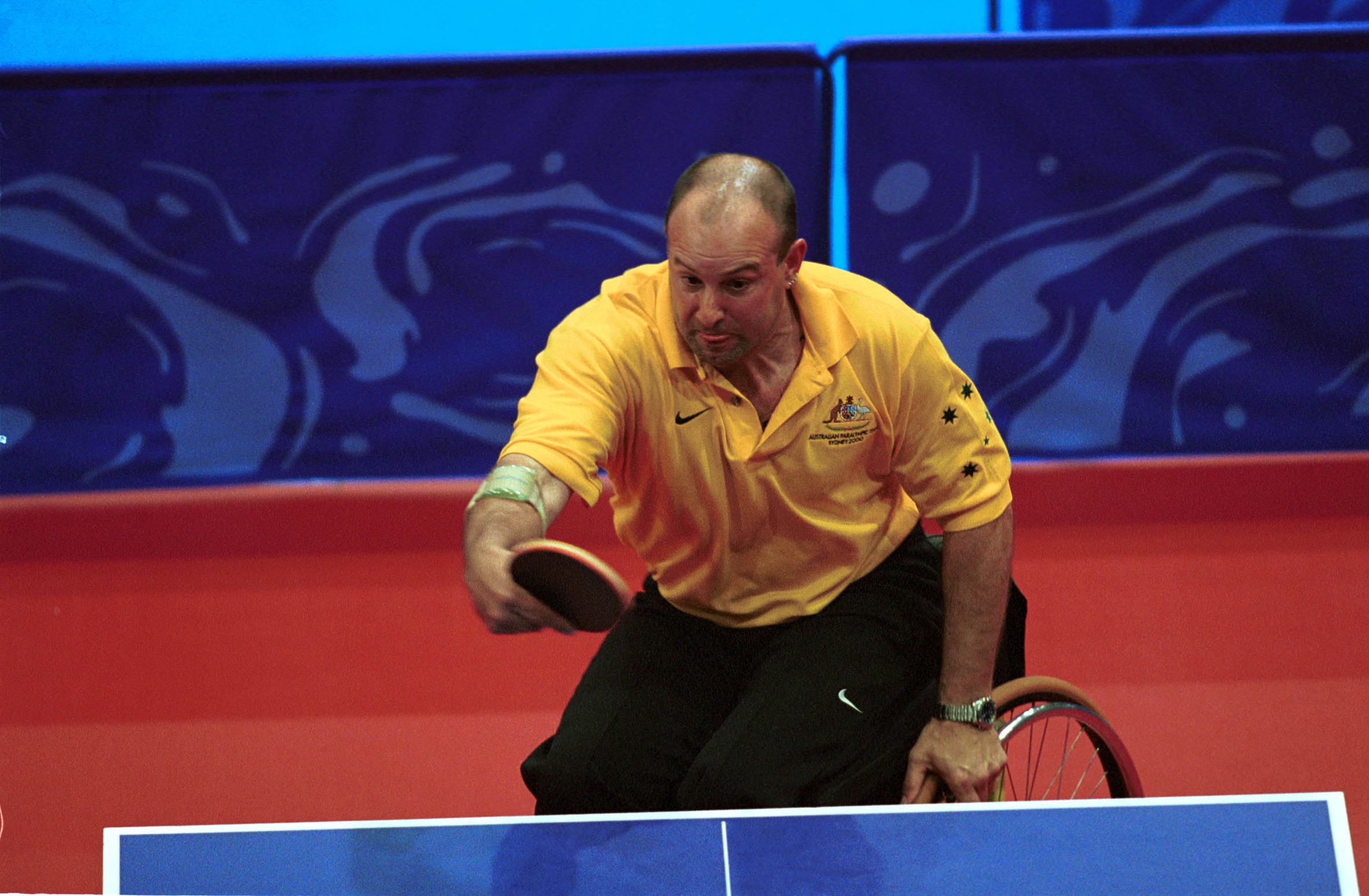
251000 - تنس الطاولة روس شورغوت أكشن 2 - 3ب - صورة مباراة سيدني 2000

ممثلي أستراليا في تنس الطاولة بـ:
| الرجال | بيل ميدلي، روس شورجوت |

المدربين – جو هود (رئيس) المسؤولون – كارميل ميدلي وروجر ماسي
حصلت أستراليا على بطاقتي دعوة (وايلد بطاقتين) لكونها الدولة المضيفة. ولم تفز بأي ميداليات، إذ لم يتجاوز أي رياضي الدور الأول.

## الكرة الطائرة

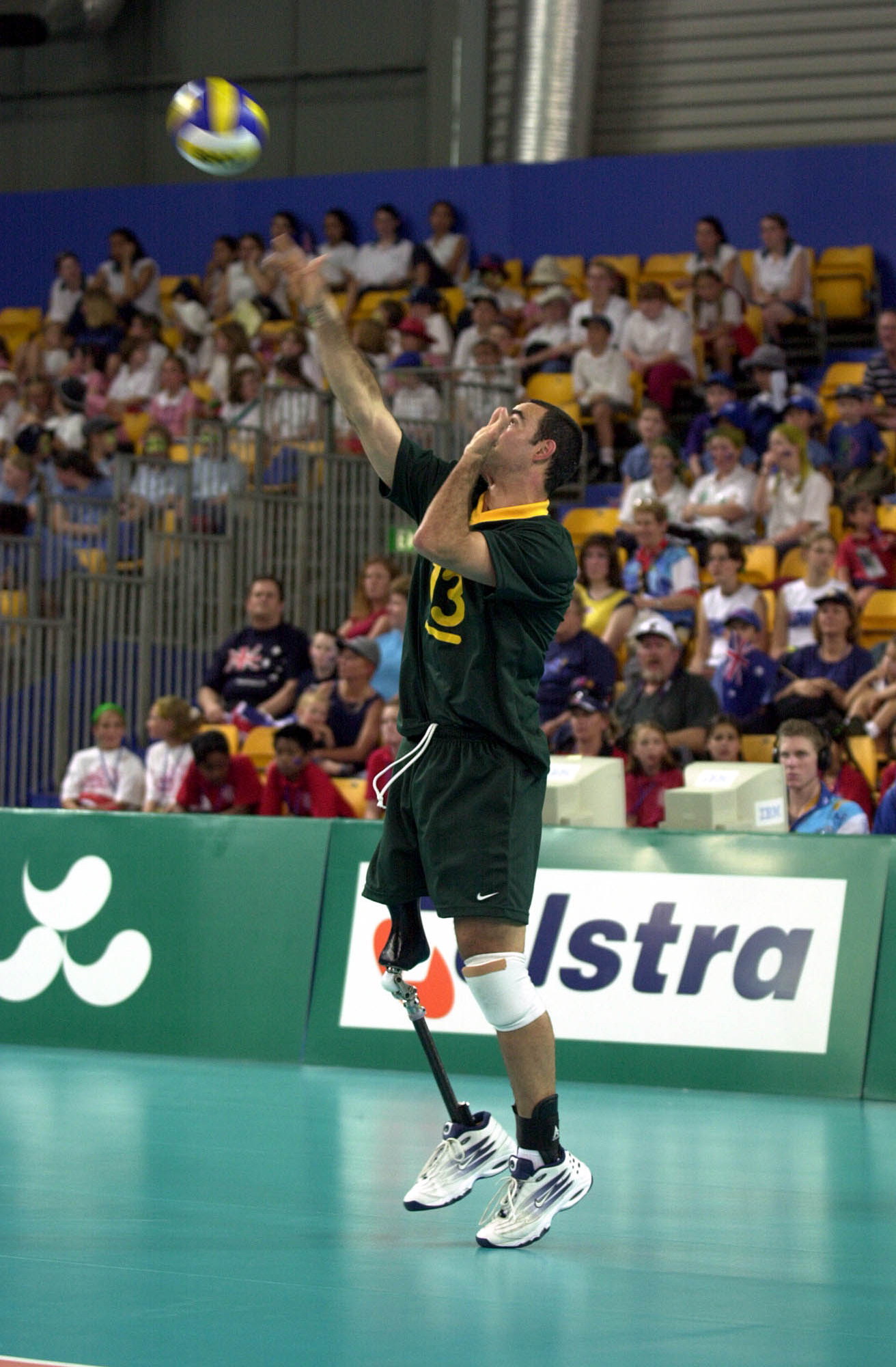
لاعب الكرة الطائرة الواقف الأسترالي غرانت بريست يرسل الكرة خلال مباراة في دورة الألعاب البارالمبية الصيفية لعام 2000

ممثلي أستراليا في الكرة الطائرة بـ:
جلوسًا
| الرجال | إدوارد براي، بول كروفت، دارين جاي، ألبرت لي، برانت نورث، كيفن برايس، جلين باين، بريت روورث، جريج سوبتشاك، بروس تومسون، مارك وايتمان |

المدربين – ويبينج تو، جلين ستيوارت المسؤولون – جراهام جولي (المدير)
احتل الفريق المعروف باسم «كرابس» المركز الحادي عشر من بين اثني عشر فريقًا، لكنه حقق أول انتصار دولي له على الإطلاق بفوزه على الولايات المتحدة.
وقوفًا
| الرجال | دانيال بيرن، نيك كوبورن، جافي دولديج، جو إيغان، غريغ هاموند، بريت هولكومب، نيك كايزر، آدم لوستيد، بيل ماكهول، ستيفن نيل، جرانت بريست، نايجل سميث |

المدربين – كيرون روتشستر (رئيس)، غاري جينيس
احتل الفريق المعروف باسم «فوليروس» المركز الثامن. في نهاية البطولة، قررت اللجنة البارالمبية الدولية استبعاد هذه الرياضة من دورة ألعاب أثينا 2004 لعدم استيفائها معايير اللجنة البارالمبية الدولية.

## كرة السلة على الكراسي المتحركة

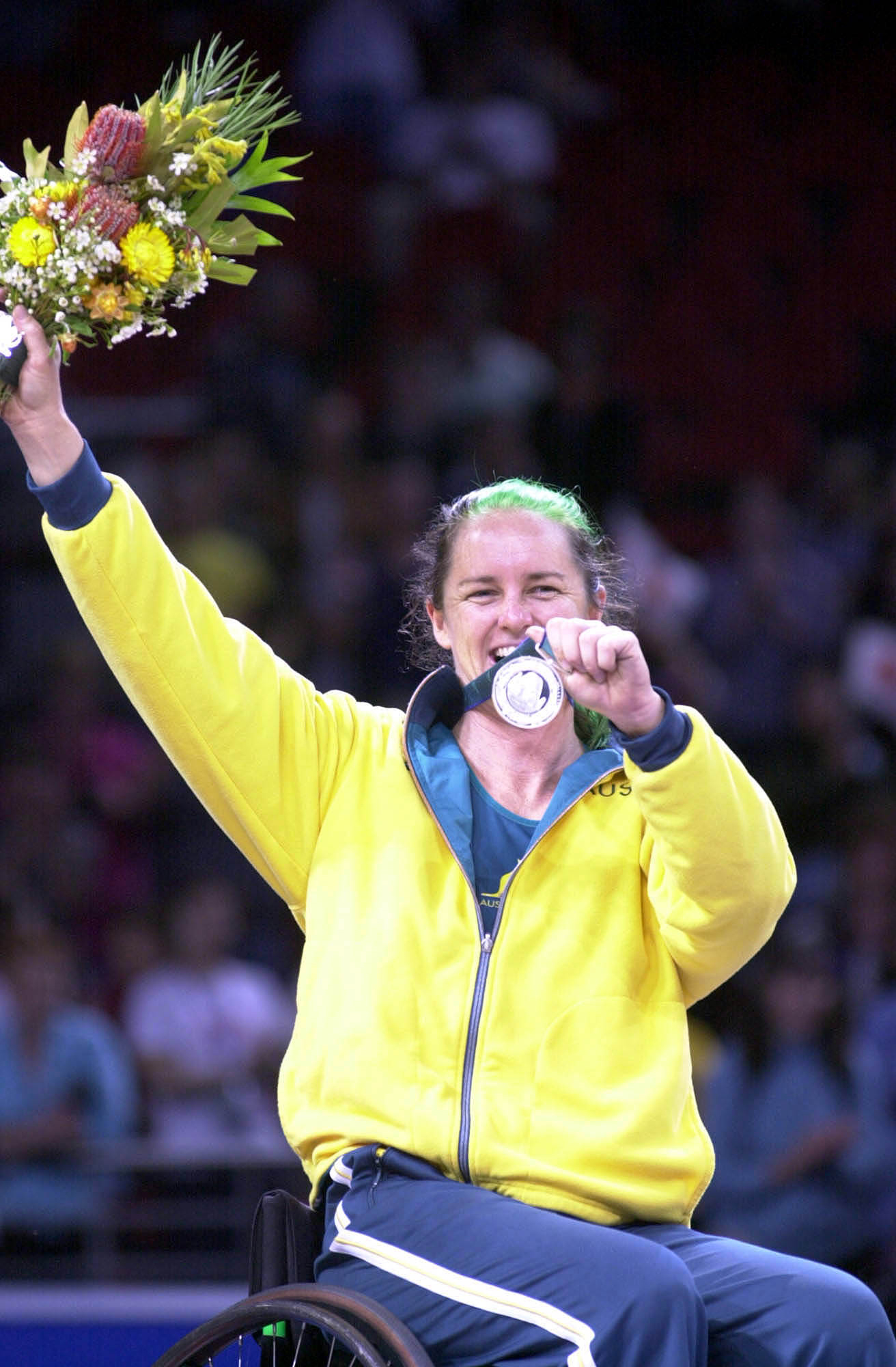
لاعبة كرة السلة الأسترالية على الكراسي المتحركة ليزل تيش تحتفل بالميدالية الفضية وباقة الزهور التي حصلت عليها في دورة الألعاب البارالمبية لذوي الاحتياجات الخاصة في سيدني عام 2000

ممثلي أستراليا في كرة السلة على الكراسي المتحركة من قبل:

### بطولة السيدات
| الرجال  | جوليان آدامز، أماندا كارتر، باولا كوجلان، ميليسا دان، كارين فاريل، أليسون موسلي، ليزا أونيون، دونا ريتشي، ناديا روميو، شارون سلان، ليسل تيش، جين ويب |
| السيدات | المدربون - بيتر كور (رئيس)، تريسي يورك، روب بيفريدج؛ المديرون - كيفن سميث (مدير)                                                                     |

نتائج وترتيب المجموعة أ
| الترتيب | الفريق           | لعب | فاز | خسر | له:عليه | نقاط |       | أستراليا | هولندا | الولايات المتحدة | بريطانيا |
| ------- | ---------------- | --- | --- | --- | ------- | ---- | ----- | -------- | ------ | ---------------- | -------- |
| 1       | أستراليا         | 3   | 3   | 0   | 125:74  | 6    | x     | 38:26    | 44:36  | 43:12            |          |
| 2       | هولندا           | 3   | 2   | 1   | 105:85  | 5    | 26:38 | x        | 45:26  | 34:21            |          |
| 3       | الولايات المتحدة | 3   | 1   | 2   | 120:119 | 4    | 36:44 | 26:45    | x      | 58:30            |          |
| 4       | بريطانيا العظمى  | 3   | 0   | 3   | 63:135  | 3    | 12:43 | 21:34    | 30:58  | x                |          |

نصف النهائي
أستراليا 45 هزمت اليابان 33
مباراة الميدالية الذهبية:
كندا 46 تهزم أستراليا 27

### بطولة الرجال
| الرجال  | تروي أندروز، ساندي بلايث، ديفيد جولد، شون جرونويجن، جيري هيوستن، أدريان كينج، مايكل ماكفون، نيك موريس، براد نيس، شين بورتر، بروك كوين، تروي ساكس |
| السيدات | المدربون - بوب تيرنر (رئيس)، مايكل ووكر، ريتشارد أوليفر؛ المديرون - فريد هيدت (مدير)، جون كامينز، جراهام جولد                                    |

نتائج وترتيب المجموعة ب
| الترتيب | الفريق         | لعب | فاز | خسر | له:عليه | نقاط |       | هولندا | فرنسا | أستراليا | السويد | اليابان | كوريا الجنوبية |
| ------- | -------------- | --- | --- | --- | ------- | ---- | ----- | ------ | ----- | -------- | ------ | ------- | -------------- |
| 1       | هولندا         | 5   | 5   | 0   | 331:243 | 10   | x     | 76:51  | 48:47 | 62:45    | 62:52  | 83:48   |                |
| 2       | فرنسا          | 5   | 4   | 1   | 296:272 | 9    | 51:76 | x      | 62:54 | 51:50    | 67:44  | 65:48   |                |
| 3       | أستراليا       | 5   | 3   | 2   | 311:233 | 8    | 47:48 | 54:62  | x     | 69:54    | 64:36  | 77:33   |                |
| 4       | السويد         | 5   | 2   | 3   | 266:280 | 7    | 45:62 | 50:51  | 54:69 | x        | 60:43  | 57:55   |                |
| 5       | اليابان        | 5   | 1   | 4   | 239:296 | 6    | 52:62 | 44:67  | 36:64 | 43:60    | x      | 64:43   |                |
| 6       | كوريا الجنوبية | 5   | 0   | 5   | 227:346 | 5    | 48:83 | 48:65  | 33:77 | 55:57    | 43:64  | x       |                |

المصدر: Paralympic.org 
ربع النهائي
الولايات المتحدة 62 هزمت أستراليا 52
الخامس إلى الثامن في التصفيات
أستراليا 61 هزمت ألمانيا 53
المباراة الفاصلة الخامسة - السادسة
أستراليا 50 هزمت فرنسا 47
خسر فريق الرجال، المعروف باسم «رولرز»، ربع النهائي أمام الولايات المتحدة الأمريكية، واحتل المركز الخامس. أما فريق السيدات، المعروف باسم «غلايدرز»، فقد فاز بالميدالية الفضية بعد خسارته أمام كندا في النهائي. وكانت هذه أنجح دورة بارالمبية له.

## الرجبي على الكراسي المتحركة

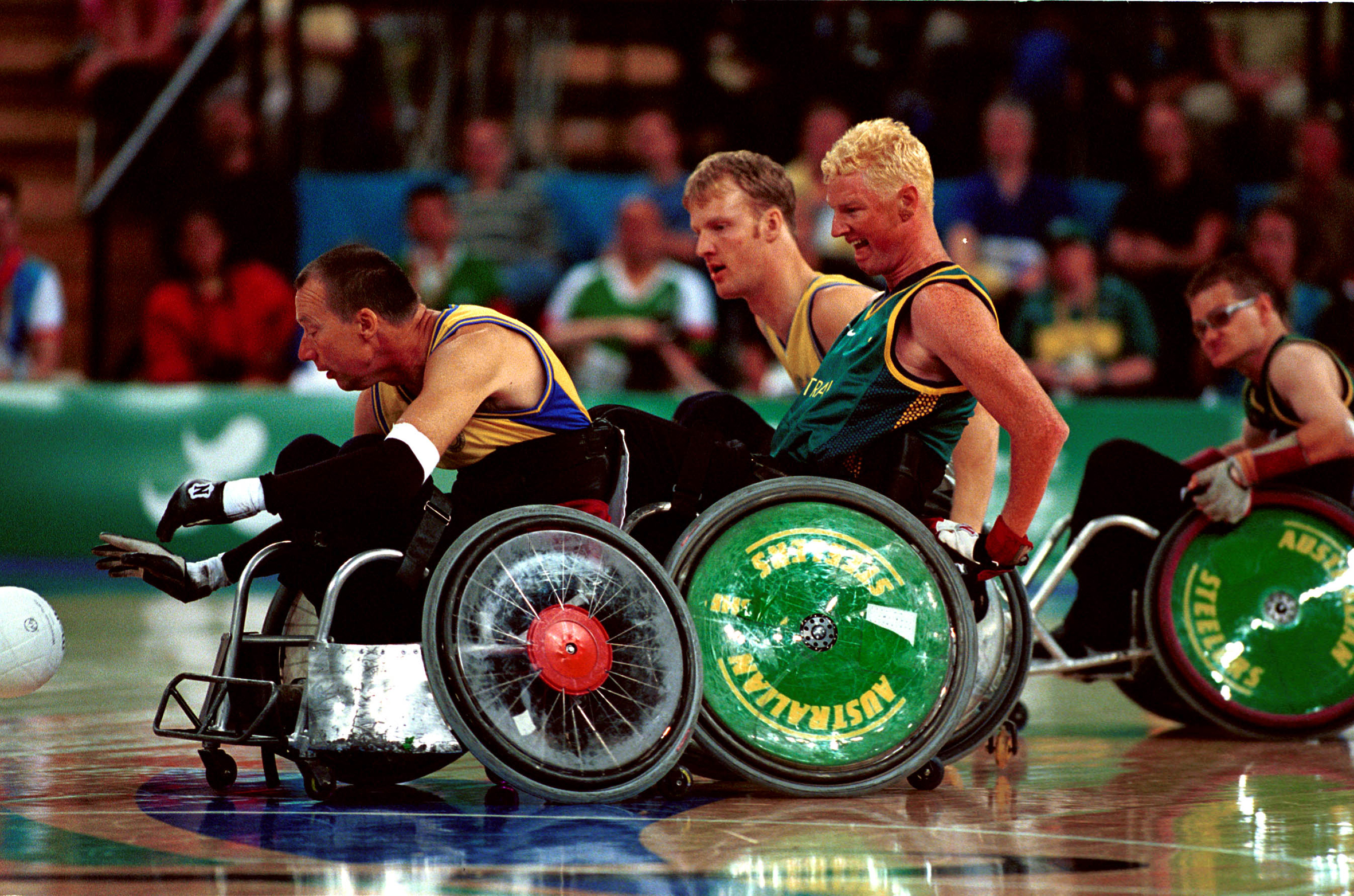
271000 - هجمات براد دوبيرلي للرجبي على كرسي متحرك - 3ب - صورة مباراة سيدني 2000

ممثلي أستراليا في رياضة الرجبي على الكراسي المتحركة من خلال:
| الرجال | برايس ألمان، بريت بويلان، كليف كلارك، غاري كروكر، براد دوبيرلي، نازيم إرديم، بيتر هاردينج، جورج هوكس، توم كينيدي، كريج بارسونز، ستيف بورتر، باتريك رايان |

المدربين – تيري فينيارد (رئيس)، جلين ستيفنز، نيكولاس بيلي المسؤولون – كيم إلوود (المدير)، ديفيد بونافيتا (الميكانيكي الرئيسي)، ويندي بول
فاز الفريق المعروف باسم «ستيلرز» بالميدالية الفضية بعد خسارته أمام أبطال العالم والألعاب البارالمبية، الولايات المتحدة بفارق نقطة واحدة في المباراة النهائية.
نتائج وترتيب المجموعة أ
| الترتيب | الفريق                 | لعب | فاز | خسر | له:عليه | نقاط |       | الولايات المتحدة | أستراليا | السويد | سويسرا |
| ------- | ---------------------- | --- | --- | --- | ------- | ---- | ----- | ---------------- | -------- | ------ | ------ |
| 1       | الولايات المتحدة (USA) | 3   | 3   | 0   | 125:83  | 6    | x     | 29:27            | 54:29    | 42:27  |        |
| 2       | أستراليا (AUS)         | 3   | 2   | 1   | 108:97  | 5    | 27:29 | x                | 39:36    | 42:32  |        |
| 3       | السويد (SWE)           | 3   | 1   | 2   | 109:128 | 4    | 29:54 | 36:39            | x        | 44:35  |        |
| 4       | سويسرا (SUI)           | 3   | 0   | 3   | 94:128  | 3    | 27:42 | 32:42            | 35:44    | x      |        |

نصف النهائي
أستراليا 40 انتصرت على نيوزيلندا 39
مباراة الميدالية الذهبية
الولايات المتحدة 32 انتصرت على أستراليا 31

## كرة مضرب الكراسي المتحركة

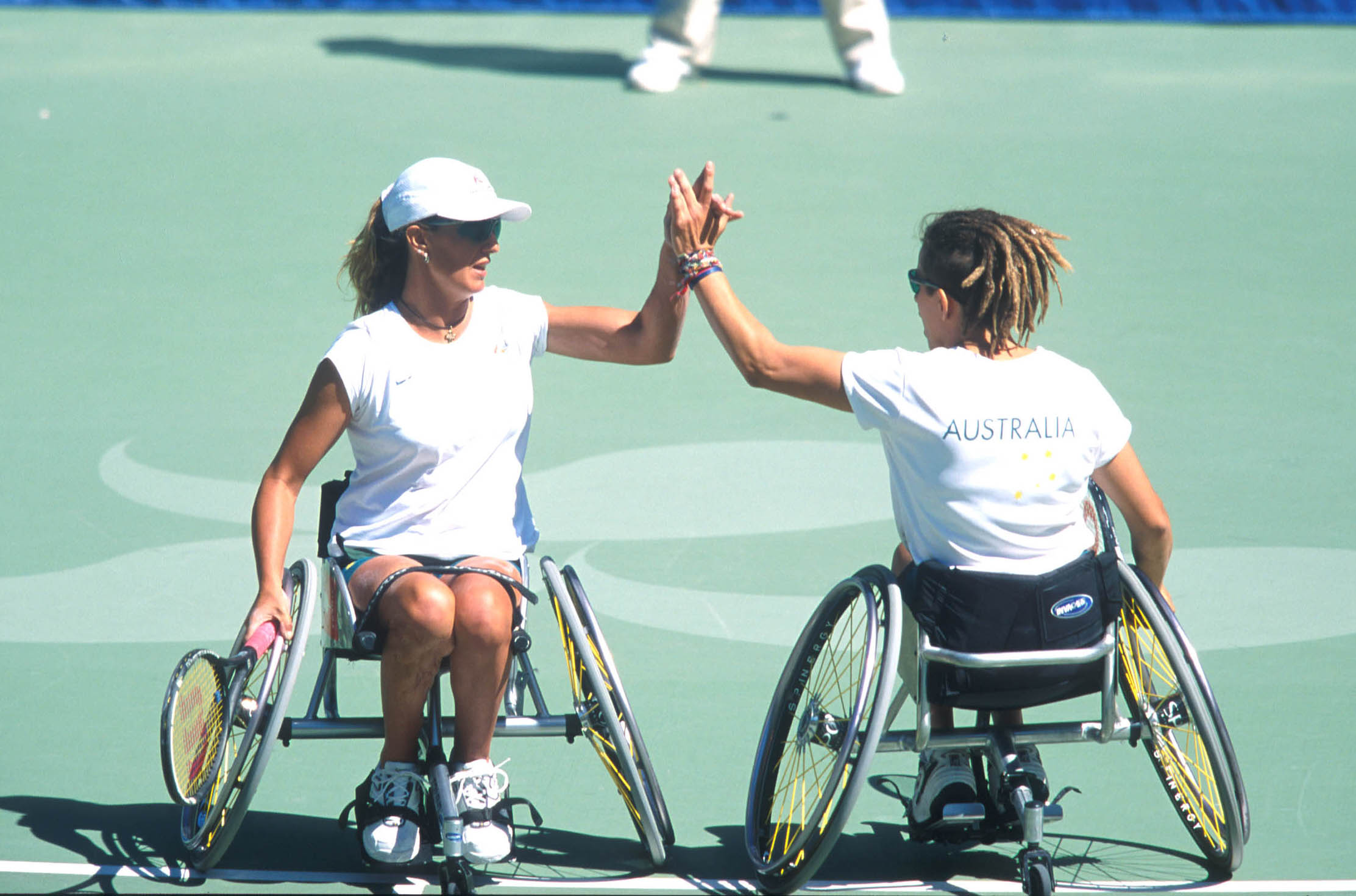
141100 - تنس الكراسي المتحركة دانييلا دي تورو برانكا بوبوفاك 2 - 3 ب - صورة مباراة سيدني 2000

ممثلي أستراليا في رياضة التنس على الكراسي المتحركة من خلال:
| الرجال  | ديفيد هول، ديفيد جونسون         |
| السيدات | دانييلا دي تورو، برانكا بوبوفاك |

المدرب – جريج كرامب (رئيس)
حققت أستراليا نتائج مبهرة، حيث وصلت إلى النهائيات ثلاث مرات من أصل أربع، وفازت بميدالية ذهبية وميداليتين فضيتين. وحصد ديفيد هول ميدالية ذهبية وأخرى فضية.

## الإدارة والدعم
كان أعضاء فريق المقر الرئيسي هم:
الإدارة
بول بيرد (رئيس الفريق)، كيث جيلبرت (مساعد رئيس الفريق)، جريج كامبل (مساعد رئيس الفريق)، توني نار (مساعد رئيس الفريق)، روبين سميث (مساعد رئيس الفريق)، جون واتكينز، رود أندرسون، ميليندا ريتشاردز، إيف بامبفيلد، كارميل ويليامز، جراهام إدواردز، رودني نوجنت، آن برونيل، ريبيكا هيل، ديان واتسون، شونا هالسون، أندريا ديفيدسون، ناديا براندون بلاك، موراي ليدمور، كارين هيلويج، لويز موغ، سيمون ريفولد، جيليان لينون، جويل ليبمان، كيلي أوركهارت، جيني بانكس، تريسي لورانس، روس بويد، شارون بالمر، مايكل بلوتشر، بيتر كيلي، فيكتوريا كارثيو، سالي نيلسون، فيليس ساكينوفسكي.
الطاقم الطبي الأسترالي
جين باكلي (المخرج)، ديفيد مليونز، كيفن باوندي، سيد بورك، كاثي ميرليهان، جيني نوسيفورا، كريج بوتشر، جريج أونجرر، مارك ستوكس، ديفيد سبورير، ديمي أرجيروس، آلان توماس، جوان مار، ماريا دي ميشيل، فيكي دي برازر، جافين فريمان، جون وودز.

## الروابط المجتمعية والمتطوعون
أكدت اللجنة البارالمبية الأسترالية أهمية التواصل مع المجتمع المحلي لتعزيز الوعي بالألعاب، وتحسين العلاقات المجتمعية. ولتحقيق ذلك، طورت اللجنة برامج دعم المجتمع عام 1998، وشملت برامج شراكة، وبرنامجًا تعليميًا وطنيًا، وفعالية «رايد 2000»، وعروضًا رياضية. هدفت هذه المبادرات إلى «بناء روابط مع المجتمعات متعددة الثقافات، ومجموعات الخدمات، وفعاليات المجتمع المحلي، ومجموعات ذوي الاحتياجات الخاصة لتعزيز الدعم المجتمعي».
ومن بين مبادرات اللجنة البارالمبية الأسترالية، بالشراكة مع وزارة التعليم والتدريب في نيو ساوث ويلز، تقديم منهج دراسي جديد للمدارس بعنوان «لا تضع حدودًا». وتضمنت الحزمة رحلة مدرسية رسمية إلى دورة الألعاب البارالمبية لأطفال المدارس الأسترالية، وضمت التميمة الرسمية للألعاب، «ليزي»، السحلية ذات الكشكشة. استهدف البرنامج الوطني للتعليم (NEP) توعية أطفال المدارس بكيفية التحلي بمزيد من التسامح، إلا أنه لم يتم تقييم أي مقاييس رسمية للمواقف.
كما نُظمت عروض رياضية لذوي الاحتياجات الخاصة في المدارس الأسترالية ومراكز التسوق وغيرها من الفعاليات العامة. نظمت هذه العروض كلٌ من SPOC وAPC، وشملت رياضات بارالمبية شائعة مثل كرة السلة على الكراسي المتحركة ورجبي الكراسي المتحركة. كانت مشاركات رياضيي الفريق الأسترالي في هذه العروض تطوعية وغير مدفوعة الأجر في البداية، ولكن تم التفاوض لاحقًا على رسوم قدرها 500 دولار أمريكي لكل مشاركة.
«ركوب الخيل 2000» هي مبادرة توعية مجتمعية أخرى أطلقتها سو-إلين لوفيت، فارسة الفروسية ومديرة مجلس ألعاب سيدني البارالمبية 2000. خلال هذه الفترة، شاركت لوفيت في رحلات طويلة إلى مناطق أستراليا الإقليمية بهدف زيادة الوعي بألعاب البارالمبية وجمع التبرعات لها. شملت الرحلات:
- 1997: من ملبورن إلى سيدني
- 1998: من بريسبان إلى سيدني
- 1999: من أديلايد إلى سيدني
- 2000: من موري إلى سيدني

ساهمت «برامج دعم المجتمع» هذه في رفع مستوى الوعي المجتمعي قبل انطلاق الألعاب. ولهذه الأسباب، ولنجاح الألعاب الأولمبية السابقة، ساد جوٌّ احتفاليٌّ استمر حتى دورة الألعاب البارالمبية. وقد جذب هذا عددًا كبيرًا من المتفرجين إلى الألعاب، بما في ذلك مجموعات جديدة انضمت إلى «الحفل البارالمبي». وشملت هذه المجموعات من انتقدوا الألعاب الأولمبية لكنهم دعموها لأنها لم تُعتبر حدثًا تجاريًا، وكبار السن، وكذلك أطفال المدارس الذين لم يتمكنوا من تحمل تكاليف الألعاب الأولمبية.
أبدت الحكومة الأسترالية آنذاك دعمها السياسي للألعاب. وعُقد حفل عشاء بعد انتهاء الألعاب، حضره 70 برلمانيًا، بهدف ضمان استمرار التمويل الحكومي والخاص للألعاب في السنوات القادمة. كما شارك تيم فيشر، نائب رئيس الائتلاف الفيدرالي السابق، في الألعاب، حيث أشرف على القرية البارالمبية بصفته عمدة.
شارك المجتمع أيضًا في الألعاب من خلال أدوار تطوعية. وأدت الشراكة بين اللجنة البارالمبية الدولية واللجنة المنظمة للألعاب البارالمبية في جنوب أستراليا إلى تجنيد 15،000 متطوع للألعاب البارالمبية. وتلقى المتطوعون تدريبًا من قِبل معهد التعليم التقني والمتقدم (TAFE) في نيو ساوث ويلز. وشارك المتطوعون في مجموعة من أنشطة التدريب للتوعية بالإعاقة استعدادًا للألعاب. ولوحظ أيضًا أن عددًا أكبر من المتطوعين من ذوي الاحتياجات الخاصة، مما يُبرز سهولة الوصول إلى جميع جوانب الملاعب والتجهيزات. وتم الإبلاغ عن حالتين شعر فيهما المتطوعون بالتمييز بسبب إعاقتهم.

## التغطية الإعلامية والعمليات
تشير التقديرات إلى أن حوالي 3.9 مليار شخص شاهدوا دورة الألعاب البارالمبية في سيدني، من 220 دولة. دفعت القناة التلفزيونية التجارية الأسترالية السابعة 45 مليون دولار أمريكي مقابل حقوق بث الألعاب، لكنها تراجعت لاحقًا عن ذلك لاعتبارها الاستثمار محفوفًا بمخاطر كبيرة. ونُقل عن سيمون توماس، كبير مديري التلفزيون في اللجنة البارالمبية الأسترالية، قوله:
«كانت هناك العديد من القضايا الأساسية التي لم نقترب أبدًا من حلها [مع القناة السابعة] وفي النهاية كان الأمر اتفاقًا متبادلًا على السير في طريقين منفصلين.»
وفي وقت لاحق، تقرر أن تقوم هيئة البث الأسترالية إيه بي سي، ببث الألعاب على إذاعة إيه بي سي المحلية وعلى تلفزيون إيه بي سي. كان لدى إيه بي سي خبرة سابقة في تغطية الألعاب البارالمبية في عامي 1992 و1996. وتضمنت التغطية التلفزيونية 40 ساعة من البث المباشر، بواقع ساعتين في كل يوم من أيام الأسبوع و20 ساعة في برنامج المنصة الكبرى خلال عطلتي نهاية الأسبوع. وعلى مدار 17 يومًا، كان هناك أكثر من 8 ملايين مشاهد في العاصمة وحوالي 4 ملايين مشاهد إقليمي. وقد احتل حفلا الافتتاح والختام قائمة أكثر 20 برنامجاً على قناة إيه بي سي الأكثر شعبية لهذا الموسم. كما أنشأت قناة إيه بي سي الرياضية موقعاً إلكترونياً تفاعلياً على شبكة الإنترنت يتضمن اختبارات وملفات تعريفية للرياضيين ونتائج.
أدت العلاقة بين اللجنة المنظمة للألعاب الأولمبية واللجنة الأولمبية الأسترالية (SPOC) إلى تحسين التغطية الإعلامية لكلٍّ من الألعاب الأولمبية والبارالمبية. وُضعت خطط للعمليات الإعلامية للحد من احتمالية تقديم شكاوى من وسائل الإعلام المحلية والأجنبية، بما يُسهم في تحسين تغطية الألعاب البارالمبية. وقد اتّبعت وسائل الإعلام الأسترالية هذا النهج استجابةً للقيود السابقة التي واجهتها دورة الألعاب البارالمبية في أتلانتا. وقد شاركت أستراليا بكثافة في التغطية الإعلامية للألعاب البارالمبية، لا سيما من خلال دور المتطوعين.
يوضح الجدول أدناه أعداد الموظفين في مركز الإعلام في الألعاب الأولمبية والألعاب البارالمبية على التوالي:
|             | المجموع الكلي                    | عدد الذروة في المناوبات        |
| ----------- | -------------------------------- | ------------------------------ |
| مدفوع الأجر | 114 الأولمبياد 70 البارالمبياد   | 114 الأولمبياد 70 البارالمبياد |
| متطوع       | 1113 الأولمبياد 253 البارالمبياد | 340 الأولمبياد 80 البارالمبياد |
| متعاقد      | 1078 الأولمبياد 223 البارالمبياد | 490 الأولمبياد 70 البارالمبياد |

اُفتتح المركز الإعلامي الرئيسي للألعاب البارالمبية في 11 أكتوبر، وكان يعمل على مدار 24 ساعة يومياً في الفترة من 18 إلى 29 أكتوبر. وإلى جانب المركز الإعلامي الرئيسي كان هناك مكتب للأبحاث والمعلومات، بما في ذلك مكتبة يديرها واين بيك، مسؤول الاتصالات في مكتب الإعلام في اللجنة الأولمبية الجنوبية. كما ساعد موظفون من مركز الدراسات الأولمبية في جامعة نيو ساوث ويلز في إدارة المكتبة. قدمت شركة ويب ميديا تغطية الألعاب عبر الإنترنت، وكانت راعياً وشريكاً للألعاب البارالمبية في سيدني. وخلال الألعاب، كان لدى ويب ميديا 300 موظف يعملون في مركز الإعلام الرياضي. قاد الإنتاج الإبداعي لبث ويب ميديا عبر الإنترنت جيسون سنايدر. أما هيئة البث الرسمية للألعاب إيه بي سي، فقد كان لديها فريق عمل أصغر نسبياً مكون من 30 موظفاً لتغطيتها التلفزيونية.

## الحركة البارالمبية الأسترالية
بفضل التغطية الإعلامية المكثفة والدعم المجتمعي، ترك الرياضيون الأستراليون الذين شاركوا في دورة الألعاب البارالمبية الصيفية لعام 2000 انطباعًا لا يُنسى. وقد ترك هؤلاء الرياضيون إرثًا خالدًا للرياضيين البارالمبيين المستقبليين ولجنة البارالمبيين الأستراليين. وقد تم جمع معلومات حول موقفهم من الألعاب البارالمبية من خلال لجنة البارالمبيين الأستراليين بالتعاون مع شركة وولكوت للأبحاث على مدار عامين. وفيما يلي الإحصائيات:
- يعتقد 93% من الأستراليين أن الرياضيين البارالمبيين هم من النخبة ويتدربون بجدية توازي تدريب الرياضيين الأصحاء.
- يعتقد 87% من الأستراليين أنهم يستحقون الحصول على تمويل مساوٍ أو أكبر من تمويل الرياضيين الأولمبيين.
- يرغب 71% من الأستراليين في معرفة قصص شخصية عن الرياضيين.
- يعتقد 72% من الأستراليين أن الرياضيين البارالمبيين لا يحظون بالاهتمام الذي يستحقونه.

مهد نجاح الفريق البارالمبي الأسترالي خلال دورة الألعاب الصيفية لعام 2000 الطريق لحجة قوية تتعلق بزيادة التمويل والتعليم والبنية التحتية. بعد دورة الألعاب عام 2000، مُنح 54 رياضيًا أستراليًا منحًا دراسية بدوام جزئي للالتحاق بالمعهد الأسترالي للرياضة. بلغت قيمة هذه المنح حوالي 1000 دولار أمريكي، مما ساهم في تقدير قيمة الرياضة البارالمبية.
بعد انتهاء الألعاب، أصبحت اللجنة البارالمبية الأسترالية (APC) الجهة المستفيدة من إرث الأمة فيما يتعلق بالتقدير والتمويل والتنظيم الرياضي وتنمية القدرات. وقد أدى هذا التكريم، وما تلاه من تقدير، إلى «زيادة في التمويل الحكومي بنسبة 150%» لمدة تصل إلى سبع سنوات بعد انتهاء الألعاب. وقد سهّل هذا دمج جوانب معينة من الهيئات الرياضية البارالمبية، والتي وُصفت بأنها «حققت فوائد» من خلال «تحسين التدريب والتوجيه والمنظمات الرياضية الاحترافية». من ناحية أخرى، وُصفت الآثار المترتبة على هذا الدمج أيضًا بأنها «منحت أولوية أقل للموارد» بين مجتمع الرياضيين ذوي الاحتياجات الخاصة، نظرًا لتضارب المصالح المتعلقة بالأفراد غير المعاقين. وبشكل عام، أتاح هذا التقدير المتزايد فرصة لاستهداف فئات سكانية متنوعة من المدربين والمعلمين والطلاب والجمهور، من خلال «تقديم برامج تثقيفية لذوي الاحتياجات الخاصة» لحوالي 39،000 فرد.
في عام 2009، أنشأت اللجنة البارالمبية الأسترالية (APC) المركز الأسترالي للدراسات البارالمبية (ACPS) كمبادرة للحفاظ على «المعلومات التاريخية والرياضية والتجارية» التي تم الحصول عليها من خلال الحركة البارالمبية وحمايتها. بعد تأسيسها، تعاونت اللجنة مع المكتبة الوطنية الأسترالية (NLA) عبر اتفاقية رسمية بشأن «مشروع التاريخ الشفوي البارالمبي»، بهدف توثيق وتعزيز الحفاظ على «التاريخ والثقافة الرياضية الأسترالية». وبشكل عام، بدأ هذا التعاون في سبتمبر 2010، «للاحتفال بالذكرى الخمسين للألعاب البارالمبية»، وتضمن المشروع إجراء مقابلات مع رياضيين شاركوا في أول دورة ألعاب بارالمبية عام 1960. وقد أدى ذلك إلى تسجيل «66 مقابلة» ركزت في البداية على الرياضيين البارالمبيين الأوائل. وتضمنت بعض هذه المقابلات أفرادًا وُصفوا بأنهم لعبوا «أدوارًا رئيسية» في تطوير الحركة البارالمبية الأسترالية. وشمل ذلك آن جرين، التي كانت مدربة سباحة وإدارية في الألعاب البارالمبية، وقائد فريقه في دورة الألعاب عام 1968، الدكتور جون يو. ومع مرور الوقت، تبع ذلك تحول في اتجاه المشروع وتوسيع نطاق تركيزه ليشمل رياضيين آخرين أيضًا. ومع ذلك، تعرضت هذه المحاولة لانتقادات من قبل أعضاء مشروع التاريخ الشفوي للألعاب البارالمبية الأسترالية، حيث يرون أنه من الضروري أن يتضمن مشروع التاريخ الشفوي للألعاب البارالمبية الأسترالية «روايات من المشاركين الفعليين»، بدلاً من التركيز على «الروايات بالوكالة أو التفسيرية» من أولئك الذين ليسوا جزءًا من مجتمع ذوي الاحتياجات الخاصة.
بعد عشرين عامًا من دورة الألعاب البارالمبية الأسترالية لعام 2000، استذكر المشاركون الفائزون تجاربهم الماضية والحالية، واصفين تأثير الحدث بأنه غيّر بشكل كبير «نظرة أستراليا للإعاقة». تُركّز لويز سوفاج، متسابقة الكراسي المتحركة السابقة، حاليًا على تدريب وتوجيه ومساعدة الرياضيين البارالمبيين الآخرين على «تحقيق أهدافهم» والمساهمة في مستقبل هذه الحركة. صرّح تيم ماثيوز، العضو السابق في فريق التتابع، بأنه «لا شك أن حدث سيدني كان نقطة تحول في حركة الإعاقة» التي تمتد إلى المجتمع العالمي. ولأن تيم يؤمن بأن مجتمع ذوي الاحتياجات الخاصة لديه «صوت مسموع وتغطية إعلامية أوسع بكثير» اليوم، فإن أولوياته تتركز على «رد الجميل» من خلال تدريب ودعم أعضاء اللجنة البارالمبية الأسترالية، بالإضافة إلى العمل كباحث عن المواهب في المنظمة.
بالإضافة إلى ذلك، استُخدمت الألعاب كمنصة لعرض ثقافة الشعوب الأصلية الأسترالية للمشاركين والجمهور من مختلف الدول. وُصفت ثقافة السكان الأصليين وسكان جزر مضيق توريس بأنها «غنية»، وعملت اللجنة المنظمة للألعاب الأولمبية في سيدني بتعاون وثيق مع مجتمعاتهم لعرض ثقافتهم على نطاق عالمي، مع محاولة أن تكون شاملة في نهجها. كما عملت اللجنة المنظمة للألعاب الأولمبية على إشراك المجتمعات الأصلية بشكل نشط خلال الألعاب، لتزويدهم بفرص تجارية وترويجية وتوظيفية واحتفالات وتصميم ثقافي. وقد تم تنفيذ ذلك من خلال إنشائها للجنة استشارية وطنية للسكان الأصليين، والتي تم تفويضها بمسؤولية مراقبة ومراجعة «المحتوى الثقافي والموضوعات والمواد والبروتوكول» فيما يتعلق بالأحداث. تراوحت هذه الأحداث من احتفالات الأولمبياد، وبرنامج المتطوعين، ومهرجانات الفنون الأولمبية، و«مراسم الترحيب التقليدية» إلى معسكر الشباب الأولمبي. على وجه الخصوص، وُصفت مسيرة الشعلة بأنها تُشيد بالعديد من المواقع الأصلية «المهمة» والمقدسة. بدأت واختتمت فعالية التتابع بالاعتراف بالرياضيين الأصليين نوفا بيريس-نيبون وكاثي فريمان على التوالي. بالإضافة إلى ذلك، في حفل افتتاح الألعاب البارالمبية، حمل الشعلة رياضي أصلي ولاعب كرة سلة على الكراسي المتحركة يُدعى كيفن كومبس. شارك كومبس في أول دورة ألعاب بارالمبية أقيمت في روما عام 1960، كما عُهد إليه أيضًا بدور قائد الفريق خلال دورة الألعاب عام 1980.

## تكريم الرياضيين

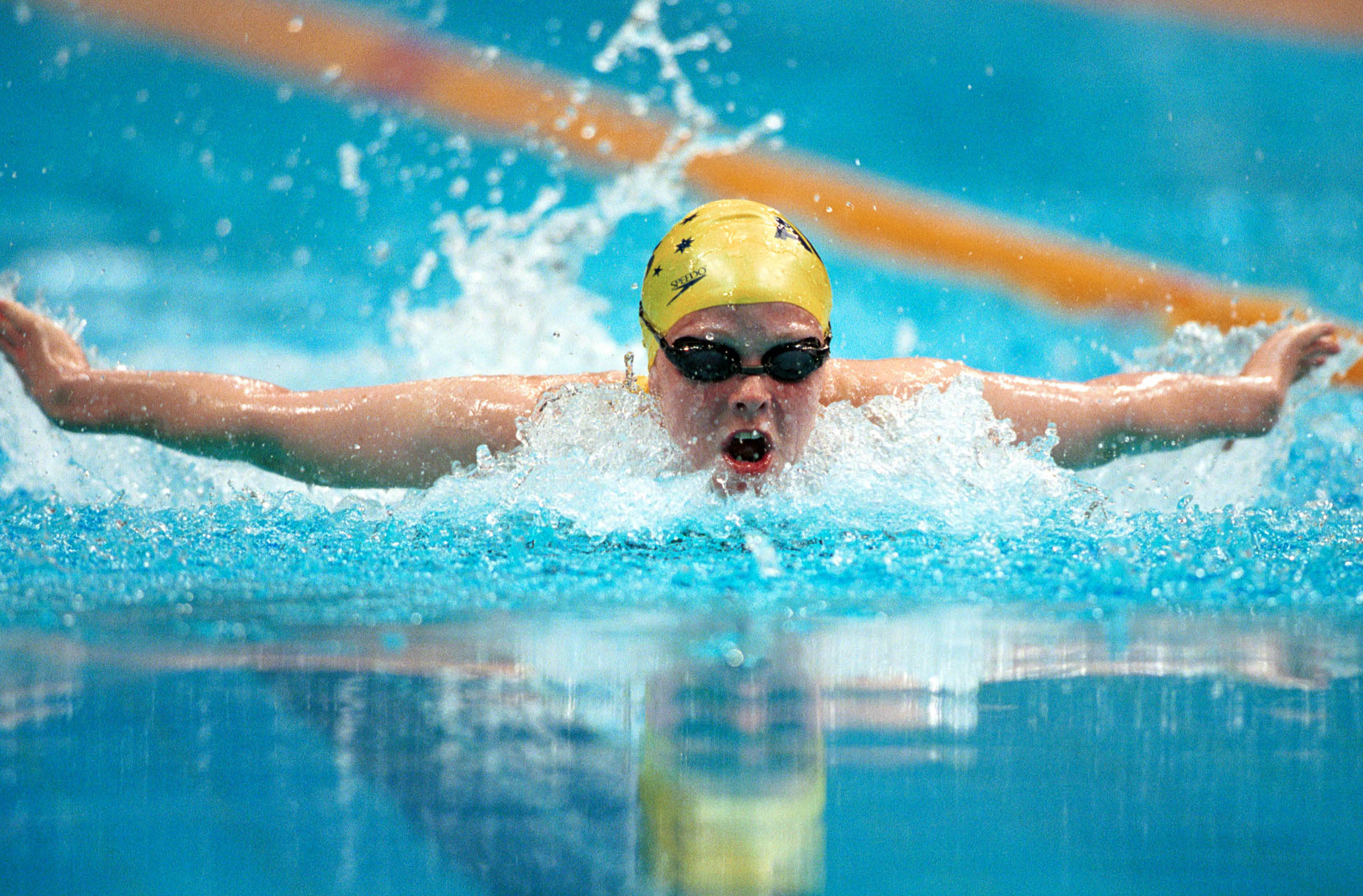
221000 - السباحة سيوبهان باتون أكشن 2 - 3ب - صورة حدث سيدني 2000

في 31 أكتوبر، بدأ بريد أستراليا بإصدار طوابع بريدية تكريمًا لعدد من الرياضيين البارالمبيين الناجحين في الألعاب. وظهرت على طابع بريدي من فئة 45 سنتًا صورة سيوبان باتون، الحائزة على لقب «الرياضية البارالمبية لهذا العام».
هنأت السيناتور لندي، نيابةً عن حزب العمال الأسترالي، الرياضيين والمدربين والطاقم المساعد. وأشادت بالتفاني الكبير الذي أظهره الرياضيون في جعل الألعاب «الأفضل على الإطلاق».
أودّ، قبل كل شيء، أن أشيد بجميع الرياضيين الذين بذلوا قصارى جهدهم وحققوا أفضل ما لديهم. صحيحٌ أن ليس كل رياضة تُسجّل أفضل النتائج الشخصية، لكنني أعلم أن عددًا هائلاً من الرياضيين حققوا أفضل ما لديهم خلال الأسبوعين الماضيين، وستظل هذه الذكرى محفورة في قلوبهم إلى الأبد.
كيت لوندي، عضو مجلس الشيوخ.

## شهادات الرياضيين
كتبت لويز سوفاج في وقت لاحق عن دورة الألعاب البارالمبية الصيفية لعام 2000 وقالت: 

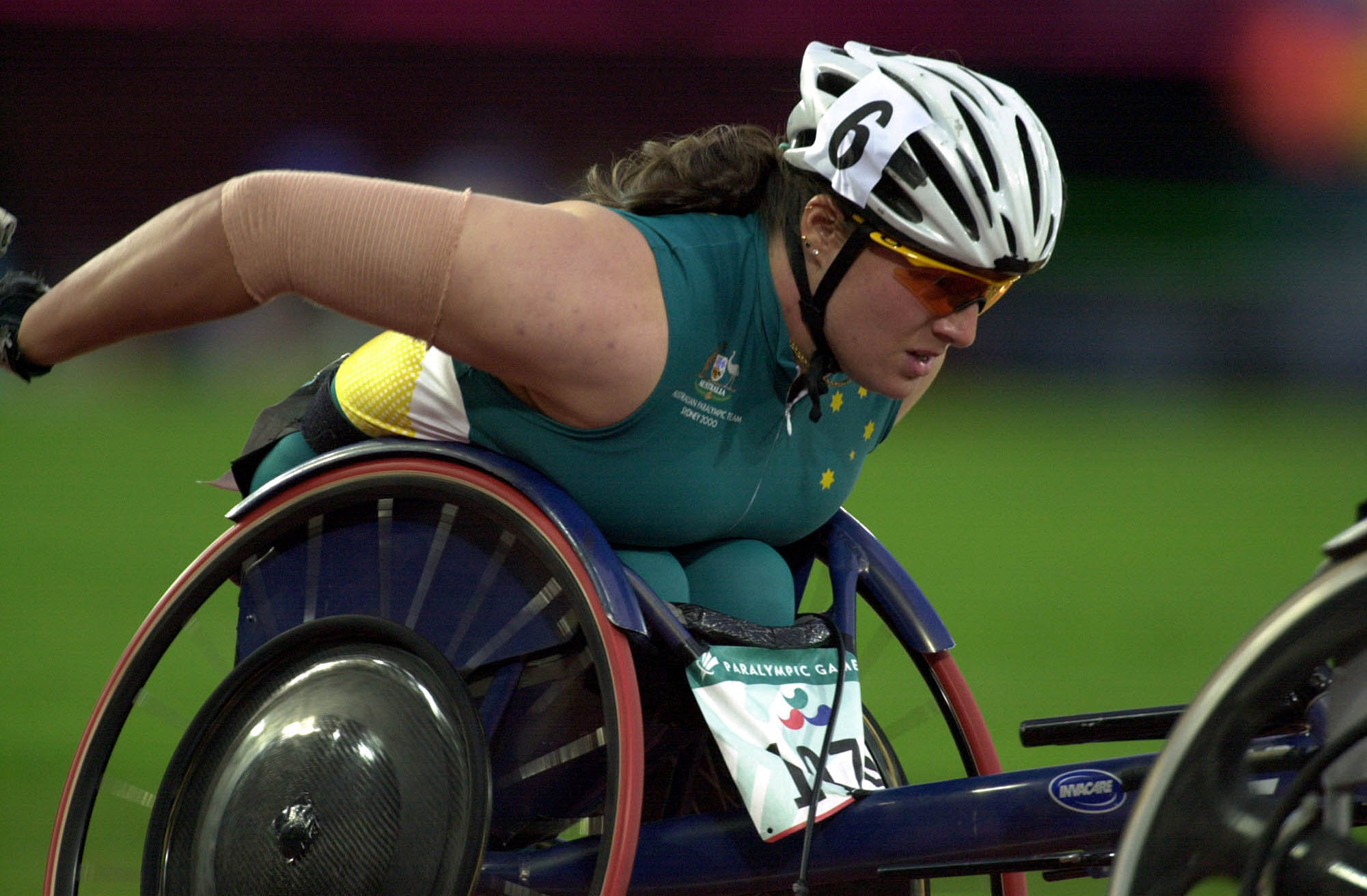
231000 - نهائي سباق الكراسي المتحركة لألعاب القوى لمسافة 800 متر T54 لويز سوفاج فضية سباق الكراسي المتحركة 2 - 3 ب - صورة سباق سيدني 2000

«لم يسبق لي في سنواتي كمتسابق على الكراسي المتحركة أن شهدتُ مثل هذا الحماس الهائل والطاقة الهائلة التي حصدتني ميدالية ذهبية أولمبية في مساء سيدني، الخميس 28 سبتمبر 2000. وربما لن أشهده مرة أخرى. بعد سباقات لا أذكرها، كان هذا حدثًا فريدًا من نوعه. تعلمتُ في تلك الليلة أن حشدًا من 110،000 متفرج في ملعب كبير يستطيع أن يحشد قوة بدنية مذهلة عندما يكون مستعدًا للفوز. في تحديي، قبل 150 مترًا من النهاية، في الممر الثالث على مضمار ستاديوم أستراليا الأحمر، شعرتُ وكأن هدير الجمهور، أنفاسه، كدتُ أحمله وأحمله. دفعوني إلى خط النهاية... إلى الميدالية الذهبية. لاحقًا فقط، أُخبرتُ بعدد الأشخاص الذين نهضوا كشخص واحد تقريبًا، تسلقوا على المقاعد، ليضيفوا تصميمهم إلى تصميمي في نهائي 800 متر. لن أنسى أبدًا شعور تلك الليلة، ذلك «الاندفاع» الذي دعمني في... الطريق المستقيم. ليس من السهل وصفه بالكلمات.»

استذكر كورت فيرنلي نجاحه خلال مبارياته الأولى:

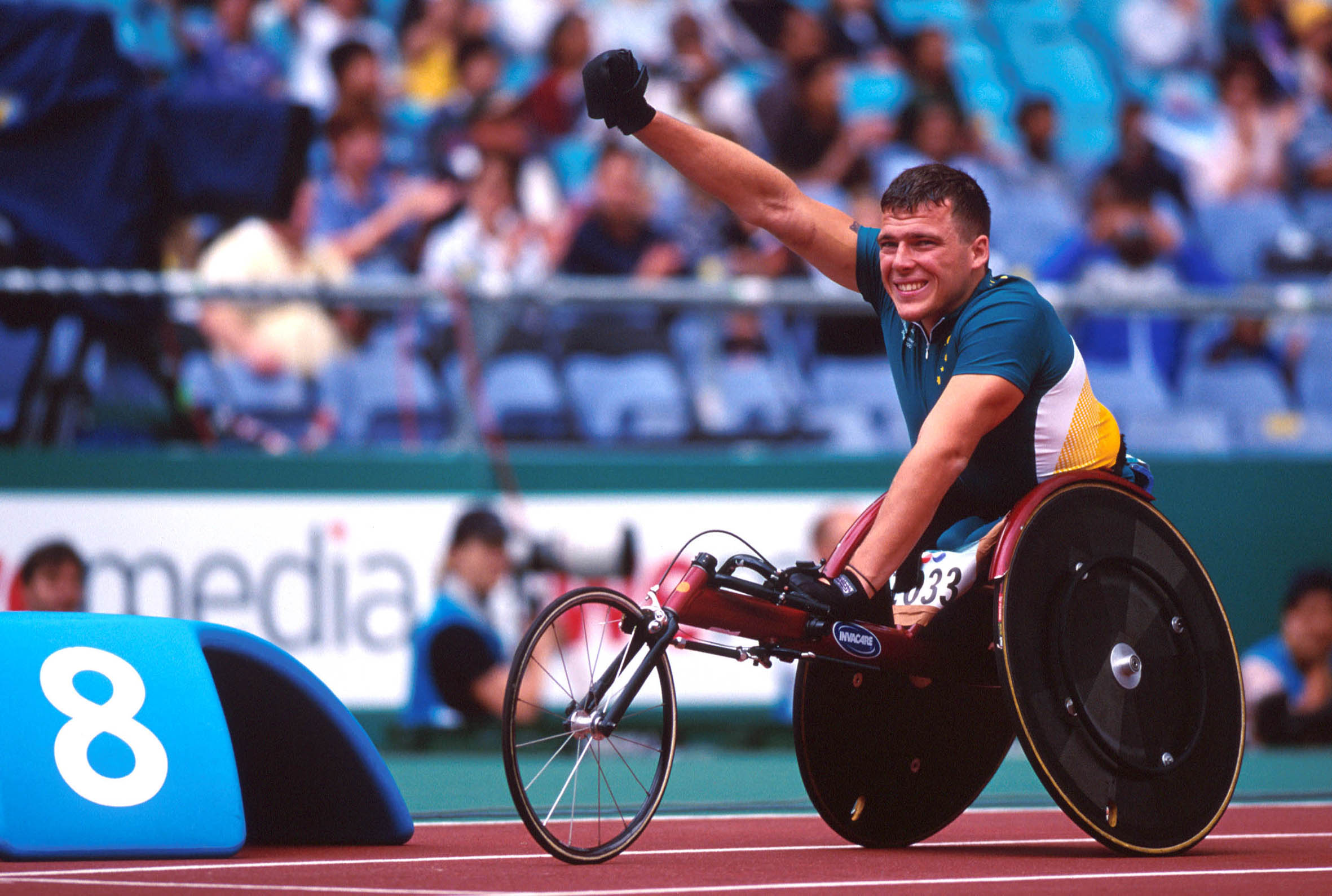
301000 - سباق الكراسي المتحركة لألعاب القوى كورت فيرنيلي يلوح - 3 ب - صورة سباق سيدني 2000

«شاركتُ لأول مرة في دورة الألعاب البارالمبية في سيدني عام 2000، أمام عائلتي وأصدقائي وكل من رافقني إلى خط البداية تقريبًا. لكن الدعم الذي تلقيته من الفريق البارالمبي الأسترالي كان نقطة التحول الحقيقية بالنسبة لي. فتح أساطير البارالمبية الأسترالية الحاليون أبوابهم لي، وزودوني بالمعدات التي أحتاجها بشدة، وساعدوني على فهم أهمية ما نقوم به. نعتني ببعضنا البعض. نحن مسؤولون عن جعل هذه الرياضة أقوى مما كانت عليه عندما بدأنا. لسنا أقوياء رغم إعاقتنا، بل نحن أقوياء بفضلها. نحن رجال ونساء فخورون من ذوي الاحتياجات الخاصة، نختار اختبار قدراتنا إلى أقصى حد.»

## نتائج المباريات
بحكم طبيعتها، واستنادًا إلى «الحكمة التقليدية»، أتاحت الألعاب البارالمبية لمجتمع ذوي الاحتياجات الخاصة في سيدني فرصةً لترك إرثٍ دائمٍ من الوعي المتزايد بالإعاقة وتطوير بنية تحتية مُيسّرة الوصول، مما سيُحسّن في نهاية المطاف الوضع الاجتماعي والاقتصادي لهذه الفئة السكانية. ولتحقيق هذه النتائج، كُلّفت اللجنة الأولمبية البارالمبية بوضع خطة مستدامة طويلة المدى تتعلق بتصميم وبناء وتشغيل المنشآت. وجاء ذلك استجابةً لمشكلة محدودية إمكانية الوصول التي يواجهها مجتمع ذوي الاحتياجات الخاصة. تولّت اللجنة المنظمة للألعاب الأولمبية في سيدني واللجنة المنظمة للألعاب البارالمبية في سيدني (SPOC) مهام توزيع معلومات الفعاليات وإصدار التذاكر والتشغيل الكامل للألعاب.
بشكل عام، تولت اللجنة الأولمبية الآسيوية مسؤوليتها من خلال تطوير إرشادات الوصول، وتشكيل هيئة تُعرف باسم اللجنة الاستشارية للوصول الأولمبي لوضع خطط خاصة بقضايا الإعاقة والوصول، وتصميم دليل وصول مخصص للألعاب وتقديم انعكاس مكتوب نقدي حول عمليات الوصول للحدث. ونظرًا لأن غالبية الأحداث الرياضية أقيمت في منتزه سيدني الأولمبي، فقد وُصف تقديم هذه التحسينات لمجتمع ذوي الاحتياجات الخاصة بأنه «مثال على أفضل الممارسات العالمية»، واعتُبر المكان «منطقة الوصول الرئيسية في أستراليا».
على سبيل المثال، قبل الألعاب، لم يكن نظام النقل العام في سيدني متاحًا لذوي الاحتياجات الخاصة، حيث لم تكن نسبة الحافلات العامة والخاصة متاحة، ونسبة محطات القطارات المتاحة أقل من 5%. شُكِّلت هيئة الطرق والنقل الأولمبية (ORTA) لتخطيط وتفعيل التنسيق بين اللجنة الأولمبية الدولية واللجنة المنظمة للألعاب الأولمبية وهيئات النقل، والحفاظ عليه. ولمعالجة مشكلة صعوبة الوصول إلى نظام النقل العام، طُلب من هيئة الطرق والنقل الأولمبية (ORTA) القيام بدورها، إلا أنه لم يُبذل سوى القليل من الجهد «لتحسين إمكانية الوصول» استعدادًا للألعاب.
بعد انتهاء الألعاب، طُرحت تميمة الألعاب البارالمبية «ليزي» للجمهور الأسترالي للشراء من خلال متاجر فرانكلين. وقد نجحت اللجنة البارالمبية الأسترالية في المطالبة بحقوق التميمة بعد تفكك اللجنة البارالمبية الأسترالية. ورأى حزب المؤتمر البارالمبي الأسترالي أهميةً في استمرار التميمة والحفاظ عليها في المجتمع.
أعلن رئيس الوزراء آنذاك جون هوارد عن زيادة التمويل الحكومي للرياضة البارالمبية مستقبلًا. وفي 23 أكتوبر/تشرين الأول 2000، أفادت صحيفة سيدني مورنينغ هيرالد أن هوارد قد تعهد بمنح الرياضيين البارالمبيين نفس نسبة الزيادة التي حصل عليها الرياضيون الأولمبيون.

## مشاركة حكومة نيو ساوث ويلز
ترى هيئة التنسيق الأولمبية (OCA) أن قياس «نجاح» الألعاب لا يقتصر على «أداء أماكن وفعاليات الألعاب»، بل يشمل أيضًا «الأجواء الاحتفالية، وسهولة الوصول، وسهولة الحركة، والأمن، والمرافق الحضرية» التي تُشكل التجربة الشاملة للسياح والسكان المحليين والمشاركين. ولتمويل وتنظيم التجربة بأكملها، أنشأت حكومة نيو ساوث ويلز هيئات مثل هيئة التنسيق الأولمبية (OCA) وهيئة التنسيق الأولمبية (SPOC) ولجنة تنظيم الألعاب الأولمبية. ورغم أن هيئة التنسيق الأولمبية (SPOC) ولجنة تنظيم الألعاب الأولمبية كيانان مستقلان ومتفردان، إلا أنهما متشابهان في وظائفهما ويكملان بعضهما البعض. ونتيجةً لذلك، تحققت «اقتصاديات الحجم» والكفاءة التشغيلية من خلال التعاون بين «الأساليب التشغيلية والموظفين». وقد نسقت هيئة التنسيق الأولمبية (OCA) مشاركة حكومة نيو ساوث ويلز في تنظيم الفعاليات الرياضية وتقديم الخدمات العامة بشكل كامل. بالإضافة إلى ذلك، كانت اللجنة الأولمبية الدولية مسؤولة عن إدارة «علاقة الحكومة» مع المنظمات الأخرى المشاركة بنشاط، وهي اللجنة الأولمبية الدولية واللجنة المنظمة للألعاب الأولمبية، بالإضافة إلى تزويد حكومة نيو ساوث ويلز بتقارير مستمرة حول النفقات. كما أنشأت الحكومة وموّلت منظمات أخرى لتلبية جميع جوانب الألعاب، مثل الصحة وإدارة المياه والنقل والأمن. على سبيل المثال، كان الغرض من مركز قيادة الأمن الأولمبي (OSCC) هو تعيين «فريق أمن واستخبارات» من شرطة نيو ساوث ويلز مسؤولاً عن تلبية متطلبات الأمن من خلال التنظيم والإعداد والإدارة.

## وصلات خارجية
- قاعدة بيانات النتائج التاريخية للجنة البارالمبية الدولية
- تم أرشفة الفريق البارالمبي الأسترالي لعام 2000 على موقع Pandora